# Franciaország a 2020. évi nyári olimpiai játékokon
Franciaország a japán Tokióban megrendezett 2020. évi nyári olimpiai játékok egyik részt vevő nemzete volt. Az országot 31 sportágban 385 sportoló képviselte, akik összesen 33 érmet szereztek.

## Érmesek
| Érem  | Versenyző                                                      | Sportág       | Versenyszám                |
| ----- | -------------------------------------------------------------- | ------------- | -------------------------- |
| Arany | Romain Cannone                                                 | Vívás         | Férfi párbajtőr, egyéni    |
| Arany | Clarisse Agbegnenou                                            | Cselgáncs     | Női váltósúly              |
| Arany | Matthieu Androdias Hugo Boucheron                              | Evezés        | Férfi kétpár               |
| Arany | Cselgáncs vegyes csapat                                        | Cselgáncs     | Vegyes csapat              |
| Arany | Erwann Le Péchoux Enzo Lefort Julien Mertine Maxime Pauty      | Vívás         | Férfi tőr, csapat          |
| Arany | Jean Quiquampoix                                               | Sportlövészet | Férfi gyorstüzelő pisztoly |
| Arany | Steven Da Costa                                                | Karate        | Férfi 67 kg                |
| Arany | Férfi kézilabda-válogatott                                     | Kézilabda     | Férfi kézilabda            |
| Arany | Férfi röplabda-válogatott                                      | Röplabda      | Férfi röplabda             |
| Arany | Női kézilabda-válogatott                                       | Kézilabda     | Női kézilabda              |
| Ezüst | Amandine Buchard                                               | Cselgáncs     | Női harmatsúly             |
| Ezüst | Sarah-Léonie Cysique                                           | Cselgáncs     | Női könnyűsúly             |
| Ezüst | Claire Bové Laura Tarantola                                    | Evezés        | Női könnyűsúlyú kétpár     |
| Ezüst | Madeleine Malonga                                              | Cselgáncs     | Női félnehézsúly           |
| Ezüst | Anita Blaze Astrid Guyart Pauline Ranvier Ysaora Thibus        | Vívás         | Női tőr, csapat            |
| Ezüst | Charline Picon                                                 | Vitorlázás    | Női szörf                  |
| Ezüst | Thomas Goyard                                                  | Vitorlázás    | Férfi szörf                |
| Ezüst | Női rögbi-válogatott                                           | Rögbi         | Női rögbi                  |
| Ezüst | Sara Balzer Cécilia Berder Manon Brunet Charlotte Lembach      | Vívás         | Női kard, csapat           |
| Ezüst | Florent Manaudou                                               | Úszás         | Férfi 50 m gyors           |
| Ezüst | Kevin Mayer                                                    | Atlétika      | Férfi tízpróba             |
| Ezüst | Férfi kosárlabda-válogatott                                    | Kosárlabda    | Férfi kosárlabda           |
| Bronz | Luka Mkheidze                                                  | Cselgáncs     | Férfi légsúly              |
| Bronz | Manon Brunet                                                   | Vívás         | Női kard, egyéni           |
| Bronz | Althéa Laurin                                                  | Taekwondo     | Női nehézsúly              |
| Bronz | Romane Dicko                                                   | Cselgáncs     | Női nehézsúly              |
| Bronz | Teddy Riner                                                    | Cselgáncs     | Férfi nehézsúly            |
| Bronz | Léonie Périault Dorian Coninx Cassandre Beaugrand Vincent Luis | Triatlon      | Vegyes csapat              |
| Bronz | Karim Laghouag Christopher Six Nicolas Touzaint                | Lovaglás      | Csapat lovastusa           |
| Bronz | Florian Grengbo Rayan Helal Sébastien Vigier                   | Kerékpározás  | Férfi csapatsprint         |
| Bronz | Camille Lecointre Aloïse Retornaz                              | Vitorlázás    | Női 470                    |
| Bronz | Női kosárlabda-válogatott                                      | Kosárlabda    | Női kosárlabda             |
| Bronz | Benjamin Thomas Donavan Grondin                                | Kerékpározás  | Férfi madison              |

## Asztalitenisz
Férfi
| Versenyző                                      | Versenyszám | 64-es főtábla | 48-as főtábla      | 32-es főtábla     | Nyolcaddöntő         | Negyeddöntő      | Elődöntő | Döntő   | Helyezés |
| ---------------------------------------------- | ----------- | ------------- | ------------------ | ----------------- | -------------------- | ---------------- | -------- | ------- | -------- |
| Simon Gauzy                                    | Egyes       |               |                    | Groth (DEN) · 4-0 | Ma (CHN) · 1-4       | kiesett          | kiesett  | kiesett | kiesett  |
| Emmanuel Lebesson                              | Egyes       |               | Gaćina (CRO) · 4-0 | Fan (CHN) · 0-4   | kiesett              | kiesett          | kiesett  | kiesett | kiesett  |
| Simon Gauzy Alexandre Cassin Emmanuel Lebesson | Csapat      |               |                    |                   | Hongkong (HKG) · 3-0 | Kína (CHN) · 0-3 | kiesett  | kiesett | kiesett  |

Női
| Versenyző                                         | Versenyszám | 64-es főtábla           | 48-as főtábla         | 32-es főtábla      | Nyolcaddöntő          | Negyeddöntő | Elődöntő | Döntő   | Helyezés |
| ------------------------------------------------- | ----------- | ----------------------- | --------------------- | ------------------ | --------------------- | ----------- | -------- | ------- | -------- |
| Prithika Pavade                                   | Egyes       | Noszkova (CHN) · 2-4    | kiesett               | kiesett            | kiesett               | kiesett     | kiesett  | kiesett | kiesett  |
| Yuan Jianan                                       | Egyes       | Abdel Razek (EGY) · 4-0 | Takahashi (BRA) · 4-0 | Dzseon (KOR) · 3-4 | kiesett               | kiesett     | kiesett  | kiesett | kiesett  |
| Yuan Jianan Prithika Pavade Stéphanie Loeuillette | Csapat      |                         |                       |                    | Szingapúr (SGP) · 0-3 | kiesett     | kiesett  | kiesett | kiesett  |

Vegyes
| Versenyző                     | Versenyszám | Nyolcaddöntő          | Negyeddöntő          | Elődöntő             | Döntő/BM              | Helyezés |
| ----------------------------- | ----------- | --------------------- | -------------------- | -------------------- | --------------------- | -------- |
| Emmanuel Lebesson Yuan Jianan | Páros       | Hu/Tapper (AUS) · 4-0 | Vong/Tou (HKG) · 4-3 | Hszü/Liu (CHN) · 0-4 | Lin/Cseng (TPE) · 0-4 | 4        |

## Atlétika
Férfi
| Versenyző                                                           | Versenyszám     | Előfutam      | Előfutam      | Elődöntő | Elődöntő | Döntő    | Döntő    |
| Versenyző                                                           | Versenyszám     | Idő           | Hely.         | Idő      | Hely.    | Idő      | Helyezés |
| ------------------------------------------------------------------- | --------------- | ------------- | ------------- | -------- | -------- | -------- | -------- |
| Jimmy Vicaut                                                        | 100 m           | 10.07         | 2             | 10.11    | 5        | kiesett  | kiesett  |
| Pierre-Ambroise Bosse                                               | 800 m           | 1:45.97       | 6             | 1:48.62  | 6        | kiesett  | kiesett  |
| Benjamin Robert                                                     | 800 m           | 1:47.12       | 5             | kiesett  | kiesett  | kiesett  | kiesett  |
| Gabriel Tual                                                        | 800 m           | 1:45.63       | 3             | 1:44.28  | 3        | 1:46.03  | 7        |
| Azzedine Habz                                                       | 1500 m          | 3:41.24       | 4             | 3:35.12  | 10       | kiesett  | kiesett  |
| Alexis Miellet                                                      | 1500 m          | 3:41.23       | 14            | kiesett  | kiesett  | kiesett  | kiesett  |
| Baptiste Mischler                                                   | 1500 m          | 3:37.53       | 11            | kiesett  | kiesett  | kiesett  | kiesett  |
| Jimmy Gressier                                                      | 5000 m          | 13:33.47      | 9             |          |          | 13:11.33 | 13       |
| Hugo Hay                                                            | 5000 m          | 13:39.95      | 7             | kiesett  | kiesett  |          |          |
| Morhad Amdouni                                                      | 10 000 m        |               |               |          |          | 27:53.58 | 10       |
| Wilhem Belocian                                                     | 110 m gát       | kizárás       | kizárás       | kiesett  | kiesett  | kiesett  | kiesett  |
| Pascal Martinot-Lagarde                                             | 110 m gát       | 13.37         | 2             | 13.25    | 2        | 13.16    | 5        |
| Aurel Manga                                                         | 110 m gát       | 13.24         | 1             | 13.24    | 2        | 13.38    | 8        |
| Wilfried Happio                                                     | 400 m gát       | 49.39         | 5             | 49.49    | 7        | kiesett  | kiesett  |
| Ludvy Vaillant                                                      | 400 m gát       | 49.23         | 5             | 49.02    | 7        | kiesett  | kiesett  |
| Djilali Bedrani                                                     | 3000 m akadály  | 8:20.23       | 7             |          |          | kiesett  | kiesett  |
| Louis Gilavert                                                      | 3000 m akadály  | 8:36.35       | 12            | kiesett  | kiesett  |          |          |
| Alexis Phelut                                                       | 3000 m akadály  | 8:19.36       | 3             | 8:23.14  | 12       |          |          |
| Mouhamadou Fall Jimmy Vicaut Méba-Mickaël Zézé Ryan Zézé            | 4 × 100 m       | 38.18         | 4             | kiesett  | kiesett  |          |          |
| Gilles Biron Thomas Jordier Muhammad Abdallah Kounta Ludovic Ouceni | 4 × 400 m       | 3:00.81       | 6             | kiesett  | kiesett  |          |          |
| Morhad Amdouni                                                      | Maraton         |               |               |          |          | 2:14:33  | 17       |
| Hassan Chahdi                                                       | Maraton         | 2:18:40       | 45            |          |          |          |          |
| Nicolas Navarro                                                     | Maraton         | 2:12:50       | 12            |          |          |          |          |
| Gabriel Bordier                                                     | 20 km gyaloglás | 1:25:23       | 24            |          |          |          |          |
| Kévin Campion                                                       | 20 km gyaloglás | 1:23:53       | 16            |          |          |          |          |
| Yohann Diniz                                                        | 50 km gyaloglás | nem ért célba | nem ért célba |          |          |          |          |

| Versenyző            | Versenyszám   | Selejtező       | Selejtező       | Döntő           | Döntő           |
| Versenyző            | Versenyszám   | Eredmény        | Helyezés        | Eredmény        | Helyezés        |
| -------------------- | ------------- | --------------- | --------------- | --------------- | --------------- |
| Augustin Bey         | Távolugrás    | érvényes nélkül | érvényes nélkül | kiesett         | kiesett         |
| Benjamin Compaoré    | Hármasugrás   | 16.59 m         | 19              | kiesett         | kiesett         |
| Jean-Marc Pontvianne | Hármasugrás   | érvényes nélkül | érvényes nélkül | kiesett         | kiesett         |
| Melvin Raffin        | Hármasugrás   | 16.83 m         | 11              | érvényes nélkül | érvényes nélkül |
| Ethan Cormont        | Rúdugrás      | 5.50 m          | 22              | kiesett         | kiesett         |
| Renaud Lavillenie    | Rúdugrás      | 5.75 m          | 6               | 5.70 m          | 8               |
| Valentin Lavillenie  | Rúdugrás      | 5.65 m          | 17              | kiesett         | kiesett         |
| Lolassonn Djouhan    | Diszkoszvetés | 60.74 m         | 21              | kiesett         | kiesett         |
| Quentin Bigot        | Kalapácsvetés | 78.73 m         | 4               | 79.39 m         | 5               |

| Versenyző   | Versenyszám |          | 100 m | Távolugrás | Súlylökés | Magasugrás | 400 m | 110 m gát | Diszkoszvetés | Rúdugrás | Gerelyhajítás | 1500 m  | Összesen | Összesen |
| ----------- | ----------- | -------- | ----- | ---------- | --------- | ---------- | ----- | --------- | ------------- | -------- | ------------- | ------- | -------- | -------- |
| Kevin Mayer | Tízpróba    | Eredmény | 10.68 | 7.50 m     | 15.07 m   | 2.08 m     | 50.31 | 13.90     | 48.08 m       | 5.20 m   | 73.09 m       | 4:43.17 | Pont     | Hely     |
| Kevin Mayer | Tízpróba    | Pont     | 933   | 935        | 794       | 878        | 800   | 987       | 830           | 972      | 937           | 660     | 8726     | Ezüst    |

Női
| Versenyző                                                       | Versenyszám | Előfutam     | Előfutam     | Elődöntő     | Elődöntő     | Döntő        | Döntő        |
| Versenyző                                                       | Versenyszám | Idő          | Hely.        | Idő          | Hely.        | Idő          | Helyezés     |
| --------------------------------------------------------------- | ----------- | ------------ | ------------ | ------------ | ------------ | ------------ | ------------ |
| Gemina Joseph                                                   | 200 m       | 22.94        | 3            | 23.19        | 7            | kiesett      | kiesett      |
| Amandine Brossier                                               | 400 m       | 51.65        | 2            | 51.30        | 6            | kiesett      | kiesett      |
| Rénelle Lamote                                                  | 800 m       | 2:01.92      | 1            | 1:59.40      | 5            | kiesett      | kiesett      |
| Cyréna Samba-Mayela                                             | 100 m gát   | visszalépett | visszalépett | visszalépett | visszalépett | visszalépett | visszalépett |
| Laura Valette                                                   | 100 m gát   | kizárás      | kizárás      | kiesett      | kiesett      | kiesett      | kiesett      |
| Gémima Joseph Cynthia Leduc Orlann Ombissa-Dzangue Carolle Zahi | 4 × 100 m   | 42.68        | 4            |              |              | 42.89        | 7            |
| Amandine Brossier Floria Gueï Sokhna Lacoste Brigitte Ntiamoah  | 4 × 400 m   | 3:25.07      | 5            | kiesett      | kiesett      |              |              |
| Susan Jeptooo Kipsang                                           | Maraton     |              |              |              |              | 2:36:29      | 38           |

| Versenyző            | Versenyszám   | Selejtező | Selejtező | Döntő    | Döntő    |
| Versenyző            | Versenyszám   | Eredmény  | Helyezés  | Eredmény | Helyezés |
| -------------------- | ------------- | --------- | --------- | -------- | -------- |
| Yanis David          | Távolugrás    | 6.27 m    | 23        | kiesett  | kiesett  |
| Rouguy Diallo        | Hármasugrás   | 14.29 m   | 10        | 14.38 m  | 9        |
| Mélina Robert-Michon | Diszkoszvetés | 60.88 m   | 14        | kiesett  | kiesett  |
| Alexandra Tavernier  | Kalapácsvetés | 73.51 m   | 5         | 74.41 m  | 4        |

## Birkózás
| Versenyző        | Versenyszám | Nyolcaddöntő                | Negyeddöntő | Elődöntő | Vigaszág elődöntő | Bronz- mérkőzés | Döntő   | Helyezés |
| ---------------- | ----------- | --------------------------- | ----------- | -------- | ----------------- | --------------- | ------- | -------- |
| Mathilde Rivière | Női 57 kg   | Boldszajhani (MGL) · 5-7    | kiesett     | kiesett  | kiesett           | kiesett         | kiesett | kiesett  |
| Koumba Larroque  | Női 68 kg   | Szoronzonboldin (MGL) · 3-4 | kiesett     | kiesett  | kiesett           | kiesett         | kiesett | kiesett  |

## Evezés
Férfi
| Versenyző                         | Versenyszám              | Előfutam | Előfutam | Vigaszág | Vigaszág | Elődöntő | Elődöntő | Elődöntő | Döntő | Döntő   | Döntő | Helyezés |
| Versenyző                         | Versenyszám              | Idő      | Hely.    | Idő      | Hely.    | Típus    | Idő      | Hely.    | Típus | Idő     | Hely. | Helyezés |
| --------------------------------- | ------------------------ | -------- | -------- | -------- | -------- | -------- | -------- | -------- | ----- | ------- | ----- | -------- |
| Guillaume Turlan Thibaud Turlan   | Kormányos nélküli kettes | 7:09.79  | 4        | 6:49.19  | 2        | A/B      | 6:52.24  | 6        | B     | 6:28.01 | 3     | 9        |
| Matthieu Androdias Hugo Boucheron | Kétpár                   | 6:10.45  | 1        |          |          | A/B      | 6:20.45  | 1        | A     | 6:00.33 | 1     | Arany    |

Női
| Versenyző                                                      | Versenyszám        | Előfutam | Előfutam | Vigaszág | Vigaszág | Elődöntő | Elődöntő | Elődöntő | Döntő | Döntő   | Döntő | Helyezés |
| Versenyző                                                      | Versenyszám        | Idő      | Hely.    | Idő      | Hely.    | Típus    | Idő      | Hely.    | Típus | Idő     | Hely. | Helyezés |
| -------------------------------------------------------------- | ------------------ | -------- | -------- | -------- | -------- | -------- | -------- | -------- | ----- | ------- | ----- | -------- |
| Hélène Lefebvre Élodie Ravera-Scaramozzino                     | Kétpárevezős       | 6:57.83  | 3        |          |          | A/B      | 7:12.68  | 4        | B     | 6:58.52 | 2     | 8        |
| Claire Bové Laura Tarantola                                    | Könnyűsúlyú kétpár | 7:03.47  | 1        | A/B      | 6:42.92  | 2        | A        | 6:47.68  | 2     | Ezüst   |       |          |
| Violaine Aernoudts Margaux Bailleul Marie Jacquet Emma Lunatti | Négypár            | 6:33.64  | 5        | 6:47.41  | 5        |          |          |          | B     | 6:29.70 | 3     | 9        |

## Golf
| Versenyző        | Versenyszám  | 1. forduló | 2. forduló | 3. forduló | 4. forduló | Összesen | Összesen | Összesen |
| Versenyző        | Versenyszám  | Pont       | Pont       | Pont       | Pont       | Pontszám | Par      | Helyezés |
| ---------------- | ------------ | ---------- | ---------- | ---------- | ---------- | -------- | -------- | -------- |
| Romain Langasque | Férfi egyéni | 69         | 70         | 69         | 69         | 277      | −7       | =35      |
| Antoine Rozner   | Férfi egyéni | 68         | 69         | 73         | 70         | 280      | −4       | =45      |
| Céline Boutier   | Női egyéni   | 73         | 68         | 72         | 69         | 282      | −2       | =34      |
| Perrine Delacour | Női egyéni   | 70         | 70         | 69         | 71         | 280      | −4       | =29      |

## Gördeszkázás
| Versenyző           | Versenyszám | Selejtező | Selejtező | Döntő   | Döntő   |
| Versenyző           | Versenyszám | Pont      | Hely.     | Pont    | Hely.   |
| ------------------- | ----------- | --------- | --------- | ------- | ------- |
| Vincent Matheron    | Férfi park  | 74.07     | 7         | 42.33   | 7       |
| Aurélien Giraud     | Férfi utcai | 35.88     | 1         | 29.09   | 6       |
| Vincent Milou       | Férfi utcai | 34.36     | 5         | 34.14   | 4       |
| Madeleine Larcheron | Női park    | 32.34     | 13        | kiesett | kiesett |
| Charlotte Hym       | Női utcai   | 5.34      | 17        | kiesett | kiesett |

## Íjászat
Férfi
| Versenyző                                            | Versenyszám | Selejtező | Selejtező | 64-es főtábla            | 32-es főtábla   | Nyolcaddöntő                 | Negyeddöntő | Elődöntő | Döntő   | Helyezés |
| Versenyző                                            | Versenyszám | Pont      | Kiemelt   | 64-es főtábla            | 32-es főtábla   | Nyolcaddöntő                 | Negyeddöntő | Elődöntő | Döntő   | Helyezés |
| ---------------------------------------------------- | ----------- | --------- | --------- | ------------------------ | --------------- | ---------------------------- | ----------- | -------- | ------- | -------- |
| Thomas Chirault                                      | Egyéni      | 648       | 51        | Broeksma (NED) · 4-6     | kiesett         | kiesett                      | kiesett     | kiesett  | kiesett | kiesett  |
| Pierre Plihon                                        | Egyéni      | 653       | 36        | Williams (USA) · 6-4     | Kim (KOR) · 2-6 | kiesett                      | kiesett     | kiesett  | kiesett | kiesett  |
| Jean-Charles Valladont                               | Egyéni      | 640       | 57        | van den Berg (NED) · 3-7 | kiesett         | kiesett                      | kiesett     | kiesett  | kiesett | kiesett  |
| Thomas Chirault Pierre Plihon Jean-Charles Valladont | Csapat      | 1941      | 12        |                          |                 | Egyesült Államok (USA) · 0-6 | kiesett     | kiesett  | kiesett | kiesett  |

Női
| Versenyző     | Versenyszám | Selejtező | Selejtező | 64-es főtábla        | 32-es főtábla          | Nyolcaddöntő         | Negyeddöntő | Elődöntő | Döntő   | Helyezés |
| Versenyző     | Versenyszám | Pont      | Kiemelt   | 64-es főtábla        | 32-es főtábla          | Nyolcaddöntő         | Negyeddöntő | Elődöntő | Döntő   | Helyezés |
| ------------- | ----------- | --------- | --------- | -------------------- | ---------------------- | -------------------- | ----------- | -------- | ------- | -------- |
| Lisa Barbelin | Egyéni      | 654       | 13        | Andreoli (ITA) · 6-2 | Schloesser (NED) · 6-0 | Valencia (MEX) · 0-6 | kiesett     | kiesett  | kiesett | kiesett  |

Vegyes
| Versenyző                            | Versenyszám | Selejtező | Selejtező | Nyolcaddöntő      | Negyeddöntő           | Elődöntő | Döntő   | Helyezés |
| Versenyző                            | Versenyszám | Pont      | Kiemelt   | Nyolcaddöntő      | Negyeddöntő           | Elődöntő | Döntő   | Helyezés |
| ------------------------------------ | ----------- | --------- | --------- | ----------------- | --------------------- | -------- | ------- | -------- |
| Lisa Barbelin Jean-Charles Valladont | Csapat      | 1307      | 14        | Japán (JPN) · 5-3 | Hollandia (NED) · 4-5 | kiesett  | kiesett | kiesett  |

## Kajak-kenu

### Szlalom
| Versenyző          | Versenyszám | Selejtező | Selejtező | Selejtező | Selejtező | Selejtező     | Selejtező     | Elődöntő | Elődöntő | Döntő   | Döntő    |
| Versenyző          | Versenyszám | 1. futam  | 1. futam  | 2. futam  | 2. futam  | Jobb eredmény | Jobb eredmény | Elődöntő | Elődöntő | Döntő   | Döntő    |
| Versenyző          | Versenyszám | Pont      | Hely.     | Pont      | Hely.     | Pont          | Hely.         | Pont     | Hely.    | Pont    | Helyezés |
| ------------------ | ----------- | --------- | --------- | --------- | --------- | ------------- | ------------- | -------- | -------- | ------- | -------- |
| Martin Thomas      | Férfi C-1   | 102.75    | 7         | 102.83    | 7         | 102.75        | 9             | 100.65   | 1        | 104.98  | 5        |
| Boris Neveu        | Férfi K-1   | 147.12    | 21        | 91.78     | 5         | 91.78         | 5             | 94.86    | 2        | 101.18  | 7        |
| Marjorie Delassus  | Női C-1     | 121.74    | 12        | 167.47    | 19        | 121.74        | 17            | 117.71   | 5        | 115.93  | 4        |
| Marie-Zélia Lafont | Női K-1     | 121.48    | 19        | 110.25    | 11        | 110.25        | 13            | 115.81   | 14       | kiesett | kiesett  |

### Síkvízi
Férfi
| Versenyző                       | Versenyszám | Előfutam | Előfutam | Negyeddöntő | Negyeddöntő | Elődöntő | Elődöntő | Döntő   | Döntő    | Döntő    | Helyezés |
| Versenyző                       | Versenyszám | Idő      | Hely.    | Idő         | Hely.       | Idő      | Hely.    | Típus   | Idő      | Helyezés | Helyezés |
| ------------------------------- | ----------- | -------- | -------- | ----------- | ----------- | -------- | -------- | ------- | -------- | -------- | -------- |
| Adrien Bart                     | C-1 1000 m  | 4:03.771 | 2        |             |             | 4:04.026 | 1        | A       | 4:06.171 | 4        | 4        |
| Maxime Beaumont                 | K-1 200 m   | 35.259   | 2        | 36.072      | 6           | B        | 35.998   | 1       | 9        |          |          |
| Guillaume Burger                | K-1 1000 m  | 3:53.241 | 4        | 3:52.817    | 5           | kiesett  | kiesett  | kiesett | kiesett  | kiesett  | kiesett  |
| Etienne Hubert                  | K-1 1000 m  | 3:45.072 | 4        | 3:46.274    | 2           | 3:27.319 | 6        | B       | 3:31.553 | 7        | 15       |
| Guillaume Burger Etienne Hubert | K-2 1000 m  | 3:29.296 | 5        | 3:18.284    | 5           |          |          | B       | 3:32.690 | 7        | 15       |

Női
| Versenyző                                             | Versenyszám | Előfutam | Előfutam | Negyeddöntő | Negyeddöntő | Elődöntő | Elődöntő | Döntő   | Döntő    | Döntő    | Helyezés |
| Versenyző                                             | Versenyszám | Idő      | Hely.    | Idő         | Hely.       | Idő      | Hely.    | Típus   | Idő      | Helyezés | Helyezés |
| ----------------------------------------------------- | ----------- | -------- | -------- | ----------- | ----------- | -------- | -------- | ------- | -------- | -------- | -------- |
| Léa Jamelot                                           | K-1 200 m   | 43.589   | 6        | 43.338      | 4           | kiesett  | kiesett  | kiesett | kiesett  | kiesett  | kiesett  |
| Vanina Paoletti                                       | K-1 200 m   | 42.334   | 3        | 43.163      | 4           | kiesett  | kiesett  | kiesett | kiesett  | kiesett  | kiesett  |
| Manon Hostens                                         | K-1 500 m   | 1:53.668 | 6        | 1:54.095    | 2           | 1:57.394 | 6        | C       | 1:58.133 | 7        | 23       |
| Manon Hostens Sarah Guyot                             | K-2 500 m   | 1:45.533 | 2        |             |             | 1:38.632 | 3        | A       | 1:40.329 | 7        | 7        |
| Manon Hostens Sarah Guyot Léa Jamelot Vanina Paoletti | K-4 500 m   | 1:39.032 | 5        | 1:37.138    | 4           | 1:38.202 | 5        | B       | 1:38.346 | 1        | 9        |

## Kerékpározás

##### Országúti
| Versenyző        | Versenyszám           | Idő           | Helyezés      |
| ---------------- | --------------------- | ------------- | ------------- |
| Rémi Cavagna     | Férfi egyéni időfutam | 58:39.06      | 17            |
| Rémi Cavagna     | Férfi mezőnyverseny   | nem ért célba | nem ért célba |
| Benoît Cosnefroy | Férfi mezőnyverseny   | 6:16:53       | 57            |
| Kenny Elissonde  | Férfi mezőnyverseny   | 6:15:38       | 38            |
| David Gaudu      | Férfi mezőnyverseny   | 6:06:33       | 7             |
| Guillaume Martin | Férfi mezőnyverseny   | 6:11:46       | 27            |
| Juliette Labous  | Női mezőnyverseny     | 3:56:07       | 30            |
| Juliette Labous  | Női egyéni időfutam   | 32:42.14      | 9             |

##### Hegyi
| Versenyző              | Versenyszám        | Idő     | Helyezés |
| ---------------------- | ------------------ | ------- | -------- |
| Victor Koretzky        | Férfi terepverseny | 1:26.00 | 5        |
| Jordan Sarrou          | Férfi terepverseny | 1:26.50 | 9        |
| Pauline Ferrand-Prévot | Női terepverseny   | 1:20.18 | 10       |
| Loana Lecomte          | Női terepverseny   | 1:18.43 | 6        |

##### BMX
| Versenyző       | Versenyszám | Negyeddöntő | Negyeddöntő | Elődöntő | Elődöntő | Döntő         | Döntő         | Helyezés      |
| Versenyző       | Versenyszám | Pont        | Helyezés    | Pont     | Helyezés | Idő           | Helyezés      | Helyezés      |
| --------------- | ----------- | ----------- | ----------- | -------- | -------- | ------------- | ------------- | ------------- |
| Sylvain André   | Férfi BMX   | 3           | 1           | 11       | 3        | 40.676        | 4             | 4             |
| Joris Daudet    | Férfi BMX   | 3           | 1           | 8        | 3        | nem ért célba | nem ért célba | nem ért célba |
| Romain Mahieu   | Férfi BMX   | 10          | 3           | 4        | 1        | 41.952        | 6             | 6             |
| Axelle Étienne  | Női BMX     | 9           | 3           | 11       | 3        | 45.853        | 7             | 7             |
| Manon Valentino | Női BMX     | 15          | 5           | kiesett  | kiesett  | kiesett       | kiesett       | kiesett       |

| Versenyző        | Versenyszám         | Selejtező | Selejtező | Döntő | Döntő | Helyezés |
| Versenyző        | Versenyszám         | Pont      | Hely.     | Pont  | Hely. | Helyezés |
| ---------------- | ------------------- | --------- | --------- | ----- | ----- | -------- |
| Anthony Jeanjean | Férfi BMX freestyle | 84.65     | 4         | 78.20 | 7     | 7        |

## Kézilabda
Férfi
Játékoskeret
| Francia férfi kézilabdacsapat-játékoskeret                                                                                         | Francia férfi kézilabdacsapat-játékoskeret                                                                                        |
| --- | --- |
| - Nedim Remili - Romain Lagarde - Melvyn Richardson - Dika Mem - Nicolas Tournat - Vincent Gérard - Nikola Karabatić - Kentin Mahé | - Yann Genty - Timothey N’Guessan - Luc Abalo - Michaël Guigou - Luka Karabatić - Ludovic Fabregas - Hugo Descat - Valentin Porte |

Eredmények
Csoportkör
A csoport
| Hely. | Csapat              | M | Gy | D | V | G+  | G–  | Gk  | P | Továbbjutás |
| ----- | ------------------- | - | -- | - | - | --- | --- | --- | - | ----------- |
| 1.    | Franciaország (FRA) | 5 | 4  | 0 | 1 | 162 | 148 | +14 | 8 | Negyeddöntő |
| 2.    | Spanyolország (ESP) | 5 | 4  | 0 | 1 | 155 | 142 | +13 | 8 | Negyeddöntő |
| 3.    | Németország (GER)   | 5 | 3  | 0 | 2 | 146 | 131 | +15 | 6 | Negyeddöntő |
| 4.    | Norvégia (NOR)      | 5 | 3  | 0 | 2 | 136 | 132 | +4  | 6 | Negyeddöntő |
| 5.    | Brazília (BRA)      | 5 | 1  | 0 | 4 | 128 | 145 | −17 | 2 |             |
| 6.    | Argentína (ARG)     | 5 | 0  | 0 | 5 | 125 | 154 | −29 | 0 |             |

| 2021. július 24. 11:00 (4:00) | Franciaország (FRA) | 33–27       | Argentína (ARG) | Jojogi Nemzeti Sportcsarnok, Tokió Nézőszám: 0 Játékvezetők: Belkhiri, Hamidi (ALG) |
| 2021. július 24. 11:00 (4:00) | Richardson 7        | (12–10)     | Simonet 8       | Jojogi Nemzeti Sportcsarnok, Tokió Nézőszám: 0 Játékvezetők: Belkhiri, Hamidi (ALG) |
| 2021. július 24. 11:00 (4:00) | 5× 1×               | Jegyzőkönyv | 4× 1×           | Jojogi Nemzeti Sportcsarnok, Tokió Nézőszám: 0 Játékvezetők: Belkhiri, Hamidi (ALG) |

| 2021. július 26. 9:00 (2:00) | Brazília (BRA) | 29–34       | Franciaország (FRA) | Jojogi Nemzeti Sportcsarnok, Tokió Játékvezetők: Kurtagic, Wetterwik (SWE) |
| 2021. július 26. 9:00 (2:00) | Dutra 10       | (13–16)     | három játékos 4     | Jojogi Nemzeti Sportcsarnok, Tokió Játékvezetők: Kurtagic, Wetterwik (SWE) |
| 2021. július 26. 9:00 (2:00) | 4× 1×          | Jegyzőkönyv | 2×                  | Jojogi Nemzeti Sportcsarnok, Tokió Játékvezetők: Kurtagic, Wetterwik (SWE) |

| 2021. július 28. 21:30 (14:30) | Franciaország (FRA) | 30–29       | Németország (GER) | Jojogi Nemzeti Sportcsarnok, Tokió Játékvezetők: Nikolov, Nachevski (MKD) |
| 2021. július 28. 21:30 (14:30) | Mem 6               | (16–13)     | Kastening 7       | Jojogi Nemzeti Sportcsarnok, Tokió Játékvezetők: Nikolov, Nachevski (MKD) |
| 2021. július 28. 21:30 (14:30) | 1×                  | Jegyzőkönyv | 1× 1×             | Jojogi Nemzeti Sportcsarnok, Tokió Játékvezetők: Nikolov, Nachevski (MKD) |

| 2021. július 30. 14:15 (7:15) | Franciaország (FRA) | 36–31       | Spanyolország (ESP) | Jojogi Nemzeti Sportcsarnok, Tokió Játékvezetők: Horáček, Novotný (CZE) |
| 2021. július 30. 14:15 (7:15) | Remili 9            | (18–12)     | Dujsebajev, Gómez 5 | Jojogi Nemzeti Sportcsarnok, Tokió Játékvezetők: Horáček, Novotný (CZE) |
| 2021. július 30. 14:15 (7:15) | 3× 2×               | Jegyzőkönyv | 2× 1×               | Jojogi Nemzeti Sportcsarnok, Tokió Játékvezetők: Horáček, Novotný (CZE) |

| 2021. augusztus 1. 16:15 (9:15) | Norvégia (NOR) | 32–29       | Franciaország (FRA)    | Jojogi Nemzeti Sportcsarnok, Tokió Játékvezetők: Nachevski, Nikolov (MKD) |
| 2021. augusztus 1. 16:15 (9:15) | Sagosen 7      | (15–15)     | Descat, N. Karabatić 5 | Jojogi Nemzeti Sportcsarnok, Tokió Játékvezetők: Nachevski, Nikolov (MKD) |
| 2021. augusztus 1. 16:15 (9:15) | 1× 1×          | Jegyzőkönyv | 3× 1×                  | Jojogi Nemzeti Sportcsarnok, Tokió Játékvezetők: Nachevski, Nikolov (MKD) |

Negyeddöntő
| 2021. augusztus 3. 9:30 (2:30) | Franciaország (FRA) | 42–28       | Bahrein (BRN) | Jojogi Nemzeti Sportcsarnok, Tokió Játékvezetők: Lah, Sok (SLO) |
| 2021. augusztus 3. 9:30 (2:30) | Mahé 9              | (21–14)     | Al-Sayyad 5   | Jojogi Nemzeti Sportcsarnok, Tokió Játékvezetők: Lah, Sok (SLO) |
| 2021. augusztus 3. 9:30 (2:30) | 3×                  | Jegyzőkönyv | 5× 2×         | Jojogi Nemzeti Sportcsarnok, Tokió Játékvezetők: Lah, Sok (SLO) |

Elődöntő
| 2021. augusztus 5. 17:00 (10:00) | Franciaország (FRA) | 27–23       | Egyiptom (EGY)   | Jojogi Nemzeti Sportcsarnok, Tokió Játékvezetők: Raluy, Sabroso (ESP) |
| 2021. augusztus 5. 17:00 (10:00) | Descat, Mem 5       | (13–13)     | El-Ahmar, Omar 5 | Jojogi Nemzeti Sportcsarnok, Tokió Játékvezetők: Raluy, Sabroso (ESP) |
| 2021. augusztus 5. 17:00 (10:00) | 3× 3×               | Jegyzőkönyv | 1× 1×            | Jojogi Nemzeti Sportcsarnok, Tokió Játékvezetők: Raluy, Sabroso (ESP) |

Döntő
| 2021. augusztus 7. 21:00 (14:00) | Franciaország (FRA) | 25–23       | Dánia (DEN) | Jojogi Nemzeti Sportcsarnok, Tokió Játékvezetők: Nikolov, Nachevski (MKD) |
| 2021. augusztus 7. 21:00 (14:00) | Remili 5            | (14–10)     | Hansen 9    | Jojogi Nemzeti Sportcsarnok, Tokió Játékvezetők: Nikolov, Nachevski (MKD) |
| 2021. augusztus 7. 21:00 (14:00) | 4×                  | Jegyzőkönyv | 1× 1×       | Jojogi Nemzeti Sportcsarnok, Tokió Játékvezetők: Nikolov, Nachevski (MKD) |

Női
Játékoskeret
| Francia női kézilabdacsapat-játékoskeret | Francia női kézilabdacsapat-játékoskeret                                                                                              |
| --- | --- |
| - Méline Nocandy - Blandine Dancette - Pauline Coatanea - Chloé Valentini - Allison Pineau - Coralie Lassource - Grâce Zaadi - Amandine Leynaud | - Kalidiatou Niakaté - Cléopatre Darleux - Laura Flippes - Béatrice Edwige - Pauletta Foppa - Estelle Nze Minko - Alexandra Lacrabère |

Eredmények
Csoportkör
B csoport
| Hely. | Csapat                                       | M | Gy | D | V | G+  | G–  | Gk  | P | Továbbjutás |
| ----- | -------------------------------------------- | - | -- | - | - | --- | --- | --- | - | ----------- |
| 1.    | Svédország (SWE)                             | 5 | 3  | 1 | 1 | 152 | 133 | +19 | 7 | Negyeddöntő |
| 2.    | Az Orosz Olimpiai Bizottság versenyzői (ROC) | 5 | 3  | 1 | 1 | 148 | 149 | −1  | 7 | Negyeddöntő |
| 3.    | Franciaország (FRA)                          | 5 | 2  | 1 | 2 | 139 | 135 | +4  | 5 | Negyeddöntő |
| 4.    | Magyarország (HUN)                           | 5 | 2  | 0 | 3 | 142 | 149 | −7  | 4 | Negyeddöntő |
| 5.    | Spanyolország (ESP)                          | 5 | 2  | 0 | 3 | 135 | 142 | −7  | 4 |             |
| 6.    | Brazília (BRA)                               | 5 | 1  | 1 | 3 | 133 | 141 | −8  | 3 |             |

1. 1 2  Svédország 36–24 Orosz Olimpiai Bizottság versenyzői
2. 1 2  Magyarország 29–25 Spanyolország

| 2021. július 25. 21:30 (14:30) | Magyarország (HUN) | 29–30       | Franciaország (FRA) | Jojogi Nemzeti Sportcsarnok, Tokió Játékvezetők: Hansen, Madsen (DEN) |
| 2021. július 25. 21:30 (14:30) | Vámos 7            | (12–15)     | Zaadi 10            | Jojogi Nemzeti Sportcsarnok, Tokió Játékvezetők: Hansen, Madsen (DEN) |
| 2021. július 25. 21:30 (14:30) | 3×                 | Jegyzőkönyv | 4× 1×               | Jojogi Nemzeti Sportcsarnok, Tokió Játékvezetők: Hansen, Madsen (DEN) |

| 2021. július 27. 21:30 (14:30) | Franciaország (FRA) | 25–28       | Spanyolország (ESP) | Jojogi Nemzeti Sportcsarnok, Tokió Játékvezetők: Brunner, Salah (SUI) |
| 2021. július 27. 21:30 (14:30) | Coatanea, Pineau 5  | (12–12)     | Martín 6            | Jojogi Nemzeti Sportcsarnok, Tokió Játékvezetők: Brunner, Salah (SUI) |
| 2021. július 27. 21:30 (14:30) | 3× 2×               | Jegyzőkönyv | 5× 2×               | Jojogi Nemzeti Sportcsarnok, Tokió Játékvezetők: Brunner, Salah (SUI) |

| 2021. július 29. 21:30 (14:30) | Svédország (SWE) | 28–28       | Franciaország (FRA) | Jojogi Nemzeti Sportcsarnok, Tokió Játékvezetők: Fonseca, Santos (POR) |
| 2021. július 29. 21:30 (14:30) | Strömberg 7      | (16–17)     | Foppa 6             | Jojogi Nemzeti Sportcsarnok, Tokió Játékvezetők: Fonseca, Santos (POR) |
| 2021. július 29. 21:30 (14:30) | 3× 1×            | Jegyzőkönyv | 4× 1×               | Jojogi Nemzeti Sportcsarnok, Tokió Játékvezetők: Fonseca, Santos (POR) |

| 2021. július 31. 14:15 (7:15) | Az Orosz Olimpiai Bizottság versenyzői (ROC) | 28–27       | Franciaország (FRA) | Jojogi Nemzeti Sportcsarnok, Tokió Játékvezetők: Hansen, Madsen (DEN) |
| 2021. július 31. 14:15 (7:15) | Iljina 9                                     | (15–17)     | Pineau 9            | Jojogi Nemzeti Sportcsarnok, Tokió Játékvezetők: Hansen, Madsen (DEN) |
| 2021. július 31. 14:15 (7:15) | 1× 2×                                        | Jegyzőkönyv | 2× 1×               | Jojogi Nemzeti Sportcsarnok, Tokió Játékvezetők: Hansen, Madsen (DEN) |

| 2021. augusztus 2. 11:00 (4:00) | Franciaország (FRA) | 29–22       | Brazília (BRA)  | Jojogi Nemzeti Sportcsarnok, Tokió Játékvezetők: Lah, Sok (SLO) |
| 2021. augusztus 2. 11:00 (4:00) | Lassource, Pineau 4 | (17–11)     | Do Nascimento 6 | Jojogi Nemzeti Sportcsarnok, Tokió Játékvezetők: Lah, Sok (SLO) |
| 2021. augusztus 2. 11:00 (4:00) | 2×                  | Jegyzőkönyv | 2×              | Jojogi Nemzeti Sportcsarnok, Tokió Játékvezetők: Lah, Sok (SLO) |

Negyeddöntő
| 2021. augusztus 4. 20:45 (13:45) | Franciaország (FRA) | 32–22       | Hollandia (NED) | Jojogi Nemzeti Sportcsarnok, Tokió Játékvezetők: Hansen, Madsen (DEN) |
| 2021. augusztus 4. 20:45 (13:45) | Flippes 6           | (19–11)     | Malestein 5     | Jojogi Nemzeti Sportcsarnok, Tokió Játékvezetők: Hansen, Madsen (DEN) |
| 2021. augusztus 4. 20:45 (13:45) | 1×                  | Jegyzőkönyv | 4×              | Jojogi Nemzeti Sportcsarnok, Tokió Játékvezetők: Hansen, Madsen (DEN) |

Elődöntő
| 2021. augusztus 6. 17:00 (10:00) | Franciaország (FRA) | 29–27       | Svédország (SWE)    | Jojogi Nemzeti Sportcsarnok, Tokió Játékvezetők: Lah, Sok (SLO) |
| 2021. augusztus 6. 17:00 (10:00) | Zaadi 7             | (15–14)     | Carlson, Westberg 5 | Jojogi Nemzeti Sportcsarnok, Tokió Játékvezetők: Lah, Sok (SLO) |
| 2021. augusztus 6. 17:00 (10:00) | 6× 1×               | Jegyzőkönyv | 4× 1×               | Jojogi Nemzeti Sportcsarnok, Tokió Játékvezetők: Lah, Sok (SLO) |

Döntő
| 2021. augusztus 8. 15:00 (8:00) | Az Orosz Olimpiai Bizottság versenyzői (ROC) | 25–30       | Franciaország (FRA) | Jojogi Nemzeti Sportcsarnok, Tokió Játékvezetők: Lah, Sok (SLO) |
| 2021. augusztus 8. 15:00 (8:00) | Vegyohina 7                                  | (13–15)     | Foppa, Pineau 7     | Jojogi Nemzeti Sportcsarnok, Tokió Játékvezetők: Lah, Sok (SLO) |
| 2021. augusztus 8. 15:00 (8:00) | 5× 1×                                        | Jegyzőkönyv | 5× 1×               | Jojogi Nemzeti Sportcsarnok, Tokió Játékvezetők: Lah, Sok (SLO) |

## Kosárlabda
Férfi
Játékoskeret
| Francia férfi kosárlabdacsapat-játékoskeret                                                                       | Francia férfi kosárlabdacsapat-játékoskeret                                                      |
| --- | ------------------------------------------------------------------------------------------------ |
| - Frank Ntilikina - Timothé Luwawu-Cabarrot - Thomas Heurtel - Nicolas Batum - Guerschon Yabusele - Evan Fournier | - Nando de Colo - Vincent Poirier - Andrew Albicy - Rudy Gobert - Petr Cornelie - Moustapha Fall |

Eredmények
Csoportkör
A csoport
| Hely. | Csapat                 | M | Gy | V | P+  | P–  | Pk  | P | Továbbjutás |
| ----- | ---------------------- | - | -- | - | --- | --- | --- | - | ----------- |
| 1.    | Franciaország (FRA)    | 3 | 3  | 0 | 259 | 215 | +44 | 6 | Negyeddöntő |
| 2.    | Egyesült Államok (USA) | 3 | 2  | 1 | 315 | 233 | +82 | 5 | Negyeddöntő |
| 3.    | Csehország (CZE)       | 3 | 1  | 2 | 245 | 294 | −49 | 4 |             |
| 4.    | Irán (IRI)             | 3 | 0  | 3 | 206 | 283 | −77 | 3 |             |

| 2021. július 25. 21:00 (14:00) | Franciaország (FRA)                      | 83–76     | Egyesült Államok (USA) | Saitama Super Arena, Szaitama Játékvezetők: Guilherme Locatelli (BRA), Michael Weiland (CAN), Manuel Mazzoni (ITA) |
| 2021. július 25. 21:00 (14:00) | (15–22, 22–23, 25–11, 21–20) Jegyzőkönyv |           |                        | Saitama Super Arena, Szaitama Játékvezetők: Guilherme Locatelli (BRA), Michael Weiland (CAN), Manuel Mazzoni (ITA) |
| 2021. július 25. 21:00 (14:00) | Fournier 28                              | Pont      | Holiday 18             | Saitama Super Arena, Szaitama Játékvezetők: Guilherme Locatelli (BRA), Michael Weiland (CAN), Manuel Mazzoni (ITA) |
| 2021. július 25. 21:00 (14:00) | Gobert 9                                 | Lepattanó | Adebayo 10             | Saitama Super Arena, Szaitama Játékvezetők: Guilherme Locatelli (BRA), Michael Weiland (CAN), Manuel Mazzoni (ITA) |
| 2021. július 25. 21:00 (14:00) | Batum, de Colo 5                         | Gólpassz  | Green, Holiday 4       | Saitama Super Arena, Szaitama Játékvezetők: Guilherme Locatelli (BRA), Michael Weiland (CAN), Manuel Mazzoni (ITA) |

| 2021. július 28. 21:00 (14:00) | Csehország (CZE)                         | 77–97     | Franciaország (FRA) | Saitama Super Arena, Szaitama Játékvezetők: Juan Fernández (ARG), Manuel Mazzoni (ITA), Leandro Lezcano (ARG) |
| 2021. július 28. 21:00 (14:00) | (28–22, 12–29, 16–26, 21–20) Jegyzőkönyv |           |                     | Saitama Super Arena, Szaitama Játékvezetők: Juan Fernández (ARG), Manuel Mazzoni (ITA), Leandro Lezcano (ARG) |
| 2021. július 28. 21:00 (14:00) | Veselý 19                                | Pont      | Fournier 21         | Saitama Super Arena, Szaitama Játékvezetők: Juan Fernández (ARG), Manuel Mazzoni (ITA), Leandro Lezcano (ARG) |
| 2021. július 28. 21:00 (14:00) | Gobert 10                                | Lepattanó | Balvín 8            | Saitama Super Arena, Szaitama Játékvezetők: Juan Fernández (ARG), Manuel Mazzoni (ITA), Leandro Lezcano (ARG) |
| 2021. július 28. 21:00 (14:00) | de Colo 8                                | Gólpassz  | Satoranský 9        | Saitama Super Arena, Szaitama Játékvezetők: Juan Fernández (ARG), Manuel Mazzoni (ITA), Leandro Lezcano (ARG) |

| 2021. július 31. 10:00 (3:00) | Irán (IRI)                               | 62–79     | Franciaország (FRA) | Saitama Super Arena, Szaitama Játékvezetők: Guilherme Locatelli (BRA), Leandro Lezcano (ARG), Rabah Noujaim (LIB) |
| 2021. július 31. 10:00 (3:00) | (17–22, 10–24, 20–16, 15–17) Jegyzőkönyv |           |                     | Saitama Super Arena, Szaitama Játékvezetők: Guilherme Locatelli (BRA), Leandro Lezcano (ARG), Rabah Noujaim (LIB) |
| 2021. július 31. 10:00 (3:00) | Haddadi 18                               | Pont      | Heurtel 16          | Saitama Super Arena, Szaitama Játékvezetők: Guilherme Locatelli (BRA), Leandro Lezcano (ARG), Rabah Noujaim (LIB) |
| 2021. július 31. 10:00 (3:00) | Haddadi 12                               | Lepattanó | négy játékos 5      | Saitama Super Arena, Szaitama Játékvezetők: Guilherme Locatelli (BRA), Leandro Lezcano (ARG), Rabah Noujaim (LIB) |
| 2021. július 31. 10:00 (3:00) | Haddadi 5                                | Gólpassz  | de Colo 5           | Saitama Super Arena, Szaitama Játékvezetők: Guilherme Locatelli (BRA), Leandro Lezcano (ARG), Rabah Noujaim (LIB) |

Negyeddöntő
| 2021. augusztus 3. 17:20 (10:20) | Olaszország (ITA)                        | 75–84     | Franciaország (FRA) | Saitama Super Arena, Szaitama Játékvezetők: Roberto Vázquez (PUR), Juan Fernández (ARG), Steven Anderson (USA) |
| 2021. augusztus 3. 17:20 (10:20) | (25–20, 17–23, 12–21, 21–20) Jegyzőkönyv |           |                     | Saitama Super Arena, Szaitama Játékvezetők: Roberto Vázquez (PUR), Juan Fernández (ARG), Steven Anderson (USA) |
| 2021. augusztus 3. 17:20 (10:20) | Fontecchio 23                            | Pont      | Gobert 22           | Saitama Super Arena, Szaitama Játékvezetők: Roberto Vázquez (PUR), Juan Fernández (ARG), Steven Anderson (USA) |
| 2021. augusztus 3. 17:20 (10:20) | Gallinari 10                             | Lepattanó | Batum 14            | Saitama Super Arena, Szaitama Játékvezetők: Roberto Vázquez (PUR), Juan Fernández (ARG), Steven Anderson (USA) |
| 2021. augusztus 3. 17:20 (10:20) | Pajola 6                                 | Gólpassz  | de Colo 7           | Saitama Super Arena, Szaitama Játékvezetők: Roberto Vázquez (PUR), Juan Fernández (ARG), Steven Anderson (USA) |

Elődöntő
| 2021. augusztus 5. 20:00 (13:00) | Franciaország (FRA)                      | 90–89     | Szlovénia (SLO) | Saitama Super Arena, Szaitama Játékvezetők: Guilherme Locatelli (BRA), Juan Fernández (ARG), Mārtiņš Kozlovskis (LAT) |
| 2021. augusztus 5. 20:00 (13:00) | (27–29, 15–15, 29–21, 19–24) Jegyzőkönyv |           |                 | Saitama Super Arena, Szaitama Játékvezetők: Guilherme Locatelli (BRA), Juan Fernández (ARG), Mārtiņš Kozlovskis (LAT) |
| 2021. augusztus 5. 20:00 (13:00) | De Colo 25                               | Pont      | Tobey 23        | Saitama Super Arena, Szaitama Játékvezetők: Guilherme Locatelli (BRA), Juan Fernández (ARG), Mārtiņš Kozlovskis (LAT) |
| 2021. augusztus 5. 20:00 (13:00) | Gobert 16                                | Lepattanó | Dončić 10       | Saitama Super Arena, Szaitama Játékvezetők: Guilherme Locatelli (BRA), Juan Fernández (ARG), Mārtiņš Kozlovskis (LAT) |
| 2021. augusztus 5. 20:00 (13:00) | De Colo 5                                | Gólpassz  | Dončić 18       | Saitama Super Arena, Szaitama Játékvezetők: Guilherme Locatelli (BRA), Juan Fernández (ARG), Mārtiņš Kozlovskis (LAT) |

Döntő
| 2021. augusztus 7. 11:30 (4:30) | Franciaország (FRA)                      | 82–87     | Egyesült Államok (USA) | Saitama Super Arena, Szaitama Játékvezetők: Guilherme Locatelli (BRA), Ademir Zurapović (BIH), Michael Weiland (CAN) |
| 2021. augusztus 7. 11:30 (4:30) | (18–22, 21–22, 24–27, 19–16) Jegyzőkönyv |           |                        | Saitama Super Arena, Szaitama Játékvezetők: Guilherme Locatelli (BRA), Ademir Zurapović (BIH), Michael Weiland (CAN) |
| 2021. augusztus 7. 11:30 (4:30) | Fournier, Gobert 16                      | Pont      | Durant 29              | Saitama Super Arena, Szaitama Játékvezetők: Guilherme Locatelli (BRA), Ademir Zurapović (BIH), Michael Weiland (CAN) |
| 2021. augusztus 7. 11:30 (4:30) | Gobert 8                                 | Lepattanó | Tatum 7                | Saitama Super Arena, Szaitama Játékvezetők: Guilherme Locatelli (BRA), Ademir Zurapović (BIH), Michael Weiland (CAN) |
| 2021. augusztus 7. 11:30 (4:30) | de Colo 7                                | Gólpassz  | Green 5                | Saitama Super Arena, Szaitama Játékvezetők: Guilherme Locatelli (BRA), Ademir Zurapović (BIH), Michael Weiland (CAN) |

Női
Játékoskeret
| Francia női kosárlabdacsapat-játékoskeret                                                          | Francia női kosárlabdacsapat-játékoskeret                                                                         |
| -------------------------------------------------------------------------------------------------- | --- |
| - Marine Fauthoux - Endéné Miyem - Alexia Chartereau - Sandrine Gruda - Héléna Ciak - Sarah Michel | - Valériane Vukosavljević - Iliana Rupert - Gabby Williams - Marine Johannès - Alix Duchet - Diandra Tchatchouang |

Eredmények
Csoportkör
B csoport
| Hely. | Csapat                 | M | Gy | V | P+  | P–  | Pk  | P | Továbbjutás |
| ----- | ---------------------- | - | -- | - | --- | --- | --- | - | ----------- |
| 1.    | Egyesült Államok (USA) | 3 | 3  | 0 | 260 | 223 | +37 | 6 | Negyeddöntő |
| 2.    | Japán (JPN) (R)        | 3 | 2  | 1 | 245 | 239 | +6  | 5 | Negyeddöntő |
| 3.    | Franciaország (FRA)    | 3 | 1  | 2 | 239 | 229 | +10 | 4 | Negyeddöntő |
| 4.    | Nigéria (NGR)          | 3 | 0  | 3 | 217 | 270 | −53 | 3 |             |

| 2021. július 27. 10:00 (3:00) | Japán (JPN)                              | 74–70     | Franciaország (FRA) | Saitama Super Arena, Szaitama Játékvezetők: Maripier Malo (CAN), James Boyer (AUS), Yevgeniy Mikheyev (KAZ) |
| 2021. július 27. 10:00 (3:00) | (13–17, 21–19, 18–13, 22–21) Jegyzőkönyv |           |                     | Saitama Super Arena, Szaitama Játékvezetők: Maripier Malo (CAN), James Boyer (AUS), Yevgeniy Mikheyev (KAZ) |
| 2021. július 27. 10:00 (3:00) | Hajasi 12                                | Pont      | Gruda 18            | Saitama Super Arena, Szaitama Játékvezetők: Maripier Malo (CAN), James Boyer (AUS), Yevgeniy Mikheyev (KAZ) |
| 2021. július 27. 10:00 (3:00) | Akaho 9                                  | Lepattanó | Gruda 9             | Saitama Super Arena, Szaitama Játékvezetők: Maripier Malo (CAN), James Boyer (AUS), Yevgeniy Mikheyev (KAZ) |
| 2021. július 27. 10:00 (3:00) | Macsida 11                               | Gólpassz  | Johannès 4          | Saitama Super Arena, Szaitama Játékvezetők: Maripier Malo (CAN), James Boyer (AUS), Yevgeniy Mikheyev (KAZ) |

| 2021. július 30. 17:20 (10:20) | Franciaország (FRA)                      | 87–62     | Nigéria (NGR)     | Saitama Super Arena, Szaitama Játékvezetők: Scott Beker (AUS), Luis Castillo (ESP), Samir Abaakil (MAR) |
| 2021. július 30. 17:20 (10:20) | (18–12, 26–15, 23–15, 20–20) Jegyzőkönyv |           |                   | Saitama Super Arena, Szaitama Játékvezetők: Scott Beker (AUS), Luis Castillo (ESP), Samir Abaakil (MAR) |
| 2021. július 30. 17:20 (10:20) | Gruda 14                                 | Pont      | Amukamara 11      | Saitama Super Arena, Szaitama Játékvezetők: Scott Beker (AUS), Luis Castillo (ESP), Samir Abaakil (MAR) |
| 2021. július 30. 17:20 (10:20) | Gruda, Williams 9                        | Lepattanó | három játékos 4   | Saitama Super Arena, Szaitama Játékvezetők: Scott Beker (AUS), Luis Castillo (ESP), Samir Abaakil (MAR) |
| 2021. július 30. 17:20 (10:20) | Duchet 5                                 | Gólpassz  | Amukamara, Kalu 3 | Saitama Super Arena, Szaitama Játékvezetők: Scott Beker (AUS), Luis Castillo (ESP), Samir Abaakil (MAR) |

| 2021. augusztus 2. 13:40 (6:40) | Franciaország (FRA)                      | 82–93     | Egyesült Államok (USA) | Saitama Super Arena, Szaitama Játékvezetők: Manuel Mazzoni (ITA), Ferdinand Pascual (PHI), Rabah Noujaim (LIB) |
| 2021. augusztus 2. 13:40 (6:40) | (22–19, 22–31, 23–21, 15–22) Jegyzőkönyv |           |                        | Saitama Super Arena, Szaitama Játékvezetők: Manuel Mazzoni (ITA), Ferdinand Pascual (PHI), Rabah Noujaim (LIB) |
| 2021. augusztus 2. 13:40 (6:40) | Miyem 15                                 | Pont      | Wilson 22              | Saitama Super Arena, Szaitama Játékvezetők: Manuel Mazzoni (ITA), Ferdinand Pascual (PHI), Rabah Noujaim (LIB) |
| 2021. augusztus 2. 13:40 (6:40) | Gruda 6                                  | Lepattanó | Stewart, Wilson 7      | Saitama Super Arena, Szaitama Játékvezetők: Manuel Mazzoni (ITA), Ferdinand Pascual (PHI), Rabah Noujaim (LIB) |
| 2021. augusztus 2. 13:40 (6:40) | Johannès 7                               | Gólpassz  | Loyd 8                 | Saitama Super Arena, Szaitama Játékvezetők: Manuel Mazzoni (ITA), Ferdinand Pascual (PHI), Rabah Noujaim (LIB) |

Negyeddöntő
| 2021. augusztus 4. 21:00 (14:00) | Spanyolország (ESP)                      | 64–67     | Franciaország (FRA) | Saitama Super Arena, Szaitama Játékvezetők: Manuel Mazzoni (ITA), Andreia Silva (BRA), Scott Beker (AUS) |
| 2021. augusztus 4. 21:00 (14:00) | (16–21, 14–15, 18–19, 16–12) Jegyzőkönyv |           |                     | Saitama Super Arena, Szaitama Játékvezetők: Manuel Mazzoni (ITA), Andreia Silva (BRA), Scott Beker (AUS) |
| 2021. augusztus 4. 21:00 (14:00) | Ndour 16                                 | Pont      | Johannès 18         | Saitama Super Arena, Szaitama Játékvezetők: Manuel Mazzoni (ITA), Andreia Silva (BRA), Scott Beker (AUS) |
| 2021. augusztus 4. 21:00 (14:00) | Ndour 11                                 | Lepattanó | három játékos 5     | Saitama Super Arena, Szaitama Játékvezetők: Manuel Mazzoni (ITA), Andreia Silva (BRA), Scott Beker (AUS) |
| 2021. augusztus 4. 21:00 (14:00) | Gil 4                                    | Gólpassz  | Duchet 5            | Saitama Super Arena, Szaitama Játékvezetők: Manuel Mazzoni (ITA), Andreia Silva (BRA), Scott Beker (AUS) |

Elődöntő
| 2021. augusztus 6. 20:00 (13:00) | Japán (JPN)                              | 87–71     | Franciaország (FRA) | Saitama Super Arena, Szaitama Játékvezetők: Maripier Malo (CAN), Luis Castillo (ESP), Yevgeniy Mikheyev (KAZ) |
| 2021. augusztus 6. 20:00 (13:00) | (14–22, 27–12, 27–16, 19–21) Jegyzőkönyv |           |                     | Saitama Super Arena, Szaitama Játékvezetők: Maripier Malo (CAN), Luis Castillo (ESP), Yevgeniy Mikheyev (KAZ) |
| 2021. augusztus 6. 20:00 (13:00) | Akaho 17                                 | Pont      | Gruda 18            | Saitama Super Arena, Szaitama Játékvezetők: Maripier Malo (CAN), Luis Castillo (ESP), Yevgeniy Mikheyev (KAZ) |
| 2021. augusztus 6. 20:00 (13:00) | Mijazava, Akaho 7                        | Lepattanó | Williams 8          | Saitama Super Arena, Szaitama Játékvezetők: Maripier Malo (CAN), Luis Castillo (ESP), Yevgeniy Mikheyev (KAZ) |
| 2021. augusztus 6. 20:00 (13:00) | Macsida 18                               | Gólpassz  | Williams 7          | Saitama Super Arena, Szaitama Játékvezetők: Maripier Malo (CAN), Luis Castillo (ESP), Yevgeniy Mikheyev (KAZ) |

Bronzmérkőzés
| 2021. augusztus 7. 16:00 (9:00) | Szerbia (SRB)                            | 76–91     | Franciaország (FRA) | Saitama Super Arena, Szaitama Játékvezetők: Juan Fernández (ARG), Amy Bonner (USA), Takaki Kato (JPN) |
| 2021. augusztus 7. 16:00 (9:00) | (23–19, 17–24, 16–24, 20–24) Jegyzőkönyv |           |                     | Saitama Super Arena, Szaitama Játékvezetők: Juan Fernández (ARG), Amy Bonner (USA), Takaki Kato (JPN) |
| 2021. augusztus 7. 16:00 (9:00) | Anderson 24                              | Pont      | Williams 17         | Saitama Super Arena, Szaitama Játékvezetők: Juan Fernández (ARG), Amy Bonner (USA), Takaki Kato (JPN) |
| 2021. augusztus 7. 16:00 (9:00) | Vasić 8                                  | Lepattanó | Williams 8          | Saitama Super Arena, Szaitama Játékvezetők: Juan Fernández (ARG), Amy Bonner (USA), Takaki Kato (JPN) |
| 2021. augusztus 7. 16:00 (9:00) | Anderson, Brooks 5                       | Gólpassz  | három játékos 4     | Saitama Super Arena, Szaitama Játékvezetők: Juan Fernández (ARG), Amy Bonner (USA), Takaki Kato (JPN) |

### 3x3
Női
Játékoskeret
| Francia női 3x3 kosárlabdacsapat-játékoskeret | Francia női 3x3 kosárlabdacsapat-játékoskeret |
| --------------------------------------------- | --------------------------------------------- |
| - Ana Cata-Chitiga - Laëtitia Guapo           | - Marie-Ève Paget - Mamignan Touré            |

Eredmények
Csoportkör
| Hely. | Csapat                                       | M | Gy | V | P+  | P–  | Pk  | Továbbjutás |
| ----- | -------------------------------------------- | - | -- | - | --- | --- | --- | ----------- |
| 1.    | Egyesült Államok (USA)                       | 7 | 6  | 1 | 136 | 98  | +38 | Elődöntő    |
| 2.    | Az Orosz Olimpiai Bizottság versenyzői (ROC) | 7 | 5  | 2 | 129 | 90  | +39 | Elődöntő    |
| 3.    | Kína (CHN)                                   | 7 | 5  | 2 | 127 | 97  | +30 | Negyeddöntő |
| 4.    | Japán (JPN) (R)                              | 7 | 5  | 2 | 130 | 97  | +33 | Negyeddöntő |
| 5.    | Franciaország (FRA)                          | 7 | 4  | 3 | 118 | 116 | +2  | Negyeddöntő |
| 6.    | Olaszország (ITA)                            | 7 | 2  | 5 | 98  | 125 | −27 | Negyeddöntő |
| 7.    | Románia (ROU)                                | 7 | 1  | 6 | 89  | 142 | −53 |             |
| 8.    | Mongólia (MGL)                               | 7 | 0  | 7 | 79  | 141 | −62 |             |

1. 1 2 3  ROC 2–0, Kína 1–1, Japán 0–2

| 2021. július 24. 17:55 | Egyesült Államok (USA) | 17–10 | Franciaország (FRA) | Aomi Urban Sports Park, Tokió Játékvezetők: Jasmina Juras (SRB), Edmond Ho (HKG) |
| 2021. július 24. 17:55 | Jegyzőkönyv            |       |                     | Aomi Urban Sports Park, Tokió Játékvezetők: Jasmina Juras (SRB), Edmond Ho (HKG) |
| 2021. július 24. 17:55 | Dolson 7               | Pont  | Paget, Touré 3      | Aomi Urban Sports Park, Tokió Játékvezetők: Jasmina Juras (SRB), Edmond Ho (HKG) |

| 2021. július 24. 21:25 | Franciaország (FRA)   | 19–16 | Olaszország (ITA) | Aomi Urban Sports Park, Tokió Játékvezetők: Si Csi-zsung (Shi Qirong) (CHN), Jasmina Juras (SRB) |
| 2021. július 24. 21:25 | Jegyzőkönyv           |       |                   | Aomi Urban Sports Park, Tokió Játékvezetők: Si Csi-zsung (Shi Qirong) (CHN), Jasmina Juras (SRB) |
| 2021. július 24. 21:25 | Cata-Chitiga, Guapo 6 | Pont  | D'Alie 8          | Aomi Urban Sports Park, Tokió Játékvezetők: Si Csi-zsung (Shi Qirong) (CHN), Jasmina Juras (SRB) |

| 2021. július 25. 17:55 | Japán (JPN)     | 19–15 | Franciaország (FRA) | Aomi Urban Sports Park, Tokió Játékvezetők: Jevgenyij Osztrovszkij (RUS), Vanessa Devlin (AUS) |
| 2021. július 25. 17:55 | Jegyzőkönyv     |       |                     | Aomi Urban Sports Park, Tokió Játékvezetők: Jevgenyij Osztrovszkij (RUS), Vanessa Devlin (AUS) |
| 2021. július 25. 17:55 | three players 5 | Pont  | Paget 6             | Aomi Urban Sports Park, Tokió Játékvezetők: Jevgenyij Osztrovszkij (RUS), Vanessa Devlin (AUS) |

| 2021. július 25. 21:00 | Kína (CHN)                                        | 20–13 | Franciaország (FRA) | Aomi Urban Sports Park, Tokió Játékvezetők: Glenn Tuitt (USA), Jevgenyij Osztrovszkij (RUS) |
| 2021. július 25. 21:00 | Jegyzőkönyv                                       |       |                     | Aomi Urban Sports Park, Tokió Játékvezetők: Glenn Tuitt (USA), Jevgenyij Osztrovszkij (RUS) |
| 2021. július 25. 21:00 | Vang Li-li (Wang Lili), Jang Su-jü (Yang Shuyu) 7 | Pont  | Touré 5             | Aomi Urban Sports Park, Tokió Játékvezetők: Glenn Tuitt (USA), Jevgenyij Osztrovszkij (RUS) |

| 2021. július 26. 17:30 | Franciaország (FRA) | 22–18 | Mongólia (MGL)        | Aomi Urban Sports Park, Tokió Játékvezetők: Jevgenyij Osztrovszkij (RUS), Sara El-Sharnouby (EGY) |
| 2021. július 26. 17:30 | Jegyzőkönyv         |       |                       | Aomi Urban Sports Park, Tokió Játékvezetők: Jevgenyij Osztrovszkij (RUS), Sara El-Sharnouby (EGY) |
| 2021. július 26. 17:30 | Guapo 9             | Pont  | Khulan, Tserenlkham 7 | Aomi Urban Sports Park, Tokió Játékvezetők: Jevgenyij Osztrovszkij (RUS), Sara El-Sharnouby (EGY) |

| 2021. július 26. 21:25 | Franciaország (FRA) | 17–14 | Az Orosz Olimpiai Bizottság versenyzői (ROC) | Aomi Urban Sports Park, Tokió Játékvezetők: Jasmina Juras (SRB), Si Csi-zsung (Shi Qirong) (CHN) |
| 2021. július 26. 21:25 | Jegyzőkönyv         |       |                                              | Aomi Urban Sports Park, Tokió Játékvezetők: Jasmina Juras (SRB), Si Csi-zsung (Shi Qirong) (CHN) |
| 2021. július 26. 21:25 | Touré 10            | Pont  | három játékos 4                              | Aomi Urban Sports Park, Tokió Játékvezetők: Jasmina Juras (SRB), Si Csi-zsung (Shi Qirong) (CHN) |

| 2021. július 27. 17:00 | Franciaország (FRA) | 22–12 | Románia (ROU)         | Aomi Urban Sports Park, Tokió Játékvezetők: Glenn Tuitt (USA), Szu Jü-jen (Su Yu-yen) (TPE) |
| 2021. július 27. 17:00 | Jegyzőkönyv         |       |                       | Aomi Urban Sports Park, Tokió Játékvezetők: Glenn Tuitt (USA), Szu Jü-jen (Su Yu-yen) (TPE) |
| 2021. július 27. 17:00 | Touré 11            | Pont  | Ursu-Kim, Stoenescu 4 | Aomi Urban Sports Park, Tokió Játékvezetők: Glenn Tuitt (USA), Szu Jü-jen (Su Yu-yen) (TPE) |

Negyeddöntő
| 2021. július 27. 21:50 | Japán (JPN) | 14–16 | Franciaország (FRA) | Aomi Urban Sports Park, Tokió Játékvezetők: Jevgenyij Osztrovszkij (RUS), Tóth Cecília (HUN) |
| 2021. július 27. 21:50 | Jegyzőkönyv |       |                     | Aomi Urban Sports Park, Tokió Játékvezetők: Jevgenyij Osztrovszkij (RUS), Tóth Cecília (HUN) |
| 2021. július 27. 21:50 | Sinozaki 7  | Pont  | Paget 5             | Aomi Urban Sports Park, Tokió Játékvezetők: Jevgenyij Osztrovszkij (RUS), Tóth Cecília (HUN) |

Elődöntő
| 2021. július 28. 17:00 | Egyesült Államok (USA) | 18–16 | Franciaország (FRA) | Aomi Urban Sports Park, Tokió Játékvezetők: Jasmina Juras (SRB), Vlad Ghizdareanu (ROU) |
| 2021. július 28. 17:00 | Jegyzőkönyv            |       |                     | Aomi Urban Sports Park, Tokió Játékvezetők: Jasmina Juras (SRB), Vlad Ghizdareanu (ROU) |
| 2021. július 28. 17:00 | Gray, Plum 6           | Pont  | Cata-Chitiga 8      | Aomi Urban Sports Park, Tokió Játékvezetők: Jasmina Juras (SRB), Vlad Ghizdareanu (ROU) |

Bronzmérkőzés
| 2021. július 28. 20:45 | Franciaország (FRA) | 14–16 | Kína (CHN)               | Aomi Urban Sports Park, Tokió Játékvezetők: Jevgenyij Osztrovszkij (RUS), Jasmina Juras (SRB) |
| 2021. július 28. 20:45 | Jegyzőkönyv         |       |                          | Aomi Urban Sports Park, Tokió Játékvezetők: Jevgenyij Osztrovszkij (RUS), Jasmina Juras (SRB) |
| 2021. július 28. 20:45 | Touré 8             | Pont  | Vang Li-li (Wang Lili) 9 | Aomi Urban Sports Park, Tokió Játékvezetők: Jevgenyij Osztrovszkij (RUS), Jasmina Juras (SRB) |

## Labdarúgás
Férfi
Játékoskeret
| Francia férfi labdarúgócsapat-játékoskeret | Francia férfi labdarúgócsapat-játékoskeret |
| --- | --- |
| - Paul Bernardoni - Pierre Kalulu - Melvin Bard - Timothée Pembélé - Niels Nkounkou - Lucas Tousart - Arnaud Nordin - Enzo Le Fée - Nathanaël Mbuku - André-Pierre Gignac - Téji Savanier | - Alexis Beka Beka - Clément Michelin - Florian Thauvin - Modibo Sagnan - Stefan Bajic - Anthony Caci - Randal Kolo Muani - Ismaël Doukouré - Isaac Lihadji - Dimitry Bertaud |

Eredmények
Csoportkör
A csoport
| Hely. | Csapat                        | M | Gy | D | V | G+ | G– | Gk | P | Továbbjutás |
| ----- | ----------------------------- | - | -- | - | - | -- | -- | -- | - | ----------- |
| 1.    | Japán (JPN) (R)               | 3 | 3  | 0 | 0 | 7  | 1  | +6 | 9 | Negyeddöntő |
| 2.    | Mexikó (MEX)                  | 3 | 2  | 0 | 1 | 8  | 3  | +5 | 6 | Negyeddöntő |
| 3.    | Franciaország (FRA)           | 3 | 1  | 0 | 2 | 5  | 11 | −6 | 3 |             |
| 4.    | Dél-afrikai Köztársaság (RSA) | 3 | 0  | 0 | 3 | 3  | 8  | −5 | 0 |             |

| 2021. július 22. 17:00 (10:00) |

| Mexikó (MEX)                                  | 4–1               | Franciaország (FRA)   |
| --------------------------------------------- | ----------------- | --------------------- |
| Vega 47' Córdova 55' Antuna 80' Aguirre 90+1' | (0–0) Jegyzőkönyv | Gignac 69' (11-esből) |

| Tokyo Stadium, Csófu Játékvezető: Chris Beath (ausztrál) |

| 2021. július 25. 17:00 (10:00) |

| Franciaország (FRA)                          | 4–3               | Dél-afrikai Köztársaság (RSA)        |
| -------------------------------------------- | ----------------- | ------------------------------------ |
| Gignac 57' 78' 86' (11-esből) Savanier 90+3' | (0–0) Jegyzőkönyv | Kodisang 53' Makgopa 73' Mokoena 82' |

| Saitama Stadium 2002, Szaitama Játékvezető: Kevin Ortega (perui) |

| 2021. július 28. 20:30 (13:30) |

| Franciaország (FRA) | 0–4               | Japán (JPN)                                |
| ------------------- | ----------------- | ------------------------------------------ |
|                     | (0–2) Jegyzőkönyv | Kubo 27' Szakai 34' Mijosi 70' Maeda 90+1' |

| Nissan Stadion, Jokohama Játékvezető: Iván Barton (salvadori) |

## Műugrás
| Versenyző       | Versenyszám              | Selejtező | Selejtező | Elődöntő | Elődöntő | Döntő   | Döntő    |
| Versenyző       | Versenyszám              | Pont      | Helyezés  | Pont     | Helyezés | Pont    | Helyezés |
| --------------- | ------------------------ | --------- | --------- | -------- | -------- | ------- | -------- |
| Alexis Jandard  | Férfi egyéni műugrás     | 423.60    | 11        | 357.85   | 16       | kiesett | kiesett  |
| Matthieu Rosset | Férfi egyéni toronyugrás | 275.70    | 29        | kiesett  | kiesett  | kiesett | kiesett  |
| Alaïs Kalonji   | Női egyéni toronyugrás   | 295.90    | 14        | 269.00   | 16       | kiesett | kiesett  |

## Ökölvívás
| Versenyző         | Versenyszám           | Selejtező            | Nyolcaddöntő             | Negyeddöntő            | Elődöntő | Döntő   | Helyezés |
| ----------------- | --------------------- | -------------------- | ------------------------ | ---------------------- | -------- | ------- | -------- |
| Billal Bennama    | Férfi légsúly         |                      | Bibosszinov (KAZ) · 0-5  | kiesett                | kiesett  | kiesett | kiesett  |
| Samuel Kistohurry | Férfi pehelysúly      | Ragan (USA) · 2-3    | kiesett                  | kiesett                | kiesett  | kiesett | kiesett  |
| Sofiane Oumiha    | Férfi könnyűsúly      |                      | Davis (USA) · leléptetés | kiesett                | kiesett  | kiesett | kiesett  |
| Mourad Aliev      | Férfi szupernehézsúly |                      | Zuhurov (TJK) · 5-0      | Clarke (GBR) · kizárás | kiesett  | kiesett | kiesett  |
| Maïva Hamadouche  | Női könnyűsúly        | Potkonen (FIN) · 1-3 | kiesett                  | kiesett                | kiesett  | kiesett | kiesett  |

## Rögbi
Női
Játékoskeret
| Francia női rögbi-játékoskeret                                                                              | Francia női rögbi-játékoskeret                                                                |
| --- | --------------------------------------------------------------------------------------------- |
| - Coralie Bertrand - Anne-Cécile Ciofani - Caroline Drouin - Camille Grassineau - Lina Guérin - Fanny Horta | - Shannon Izar - Chloé Jacquet - Carla Neisen - Séraphine Okemba - Chloé Pelle - Jade Ulutule |

Eredmények
Csoportkör
B csoport
| Csapat                | M | Gy | D | V | P+ | P–  | Pk   | P |
| --------------------- | - | -- | - | - | -- | --- | ---- | - |
| Franciaország (FRA)   | 3 | 3  | 0 | 0 | 83 | 10  | +73  | 9 |
| Fidzsi-szigetek (FIJ) | 3 | 2  | 0 | 1 | 72 | 29  | +43  | 7 |
| Kanada (CAN)          | 3 | 1  | 0 | 2 | 45 | 57  | –12  | 5 |
| Brazília (BRA)        | 3 | 0  | 0 | 3 | 10 | 114 | –104 | 3 |

| 2021. július 29. 9:00 (2:00) |       | Franciaország (FRA) | 12–5 | Fidzsi-szigetek (FIJ) |  | Ajinomoto Stadion, Tokió |
| 2021. július 29. 9:00 (2:00) | (7–5) |                     |      |                       |  | Ajinomoto Stadion, Tokió |

| 2021. július 29. 17:00 (10:00) |        | Franciaország (FRA) | 40–5 | Brazília (BRA) |  | Ajinomoto Stadion, Tokió |
| 2021. július 29. 17:00 (10:00) | (19–0) |                     |      |                |  | Ajinomoto Stadion, Tokió |

| 2021. július 30. 9:30 (2:30) |        | Kanada (CAN) | 0–31 | Franciaország (FRA) |  | Ajinomoto Stadion, Tokió |
| 2021. július 30. 9:30 (2:30) | (0–19) |              |      |                     |  | Ajinomoto Stadion, Tokió |

Negyeddöntő
| 2021. július 30. 19:00 (12:00) |        | Franciaország (FRA) | 24–10 | Kína (CHN) |  | Ajinomoto Stadion, Tokió |
| 2021. július 30. 19:00 (12:00) | (12–5) |                     |       |            |  | Ajinomoto Stadion, Tokió |

Elődöntő
| 2021. július 31. 11:30 (4:30) |         | Nagy-Britannia (GBR) | 19–26 | Franciaország (FRA) |  | Ajinomoto Stadion, Tokió |
| 2021. július 31. 11:30 (4:30) | (12–21) |                      |       |                     |  | Ajinomoto Stadion, Tokió |

Döntő
| 2021. július 31. 18:00 (11:00) |        | Új-Zéland (NZL) | 26–12 | Franciaország (FRA) |  | Ajinomoto Stadion, Tokió |
| 2021. július 31. 18:00 (11:00) | (19–5) |                 |       |                     |  | Ajinomoto Stadion, Tokió |

## Röplabda
Férfi
Játékoskeret
| Francia férfi röplabdacsapat-játékoskeret                                                                     | Francia férfi röplabdacsapat-játékoskeret                                                            |
| --- | --- |
| - Barthélémy Chinenyeze - Jenia Grebennikov - Jean Patry - Benjamin Toniutti - Kevin Tillie - Earvin N'Gapeth | - Antoine Brizard - Stephen Boyer - Nicolas Le Goff - Daryl Bultor - Trévor Clévenot - Yacine Louati |

Eredmények
Csoportkör
B csoport
| Hely. | Csapat                 | M | Gy | V | Pont | Sz+ | Sz– | SzA   | P+  | P–  | PA    | Továbbjutás |
| ----- | ---------------------- | - | -- | - | ---- | --- | --- | ----- | --- | --- | ----- | ----------- |
| 1.    | Oroszország (RUS)      | 5 | 4  | 1 | 12   | 13  | 5   | 2,600 | 427 | 397 | 1,076 | Negyeddöntő |
| 2.    | Brazília (BRA)         | 5 | 4  | 1 | 10   | 12  | 8   | 1,500 | 476 | 450 | 1,058 | Negyeddöntő |
| 3.    | Argentína (ARG)        | 5 | 3  | 2 | 8    | 12  | 10  | 1,200 | 476 | 464 | 1,026 | Negyeddöntő |
| 4.    | Franciaország (FRA)    | 5 | 2  | 3 | 8    | 10  | 10  | 1,000 | 449 | 442 | 1,016 | Negyeddöntő |
| 5.    | Egyesült Államok (USA) | 5 | 2  | 3 | 6    | 8   | 10  | 0,800 | 432 | 412 | 1,049 |             |
| 6.    | Tunézia (TUN)          | 5 | 0  | 5 | 1    | 3   | 15  | 0,200 | 339 | 434 | 0,781 |             |

| 2021. július 24. 21:45 (14:45) | Egyesült Államok (USA)            | 3–0 | Franciaország (FRA) | Ariake Arena, Tokió Játékvezető: Wojciech Maroszek (POL), Hernán Casamiquela (ARG) |
| 2021. július 24. 21:45 (14:45) | (25–18, 25–18, 25–22) Jegyzőkönyv |     |                     | Ariake Arena, Tokió Játékvezető: Wojciech Maroszek (POL), Hernán Casamiquela (ARG) |

| 2021. július 26. 16:25 (9:25) | Franciaország (FRA)               | 3–0 | Tunézia (TUN) | Ariake Arena, Tokió Játékvezető: Vladimir Simonović (SRB), Kang Joo-hee (KOR) |
| 2021. július 26. 16:25 (9:25) | (25–21, 25–11, 25–21) Jegyzőkönyv |     |               | Ariake Arena, Tokió Játékvezető: Vladimir Simonović (SRB), Kang Joo-hee (KOR) |

| 2021. július 28. 14:20 (7:20) | Argentína (ARG)                                 | 3–2 | Franciaország (FRA) | Ariake Arena, Tokió Játékvezető: Liu Jiang (CHN), Daniele Rapisarda (ITA) |
| 2021. július 28. 14:20 (7:20) | (23–25, 25–17, 25–20, 15–25, 15–13) Jegyzőkönyv |     |                     | Ariake Arena, Tokió Játékvezető: Liu Jiang (CHN), Daniele Rapisarda (ITA) |

| 2021. július 30. 21:45 (14:45) | Az Orosz Olimpiai Bizottság versenyzői (ROC) | 1–3 | Franciaország (FRA) | Ariake Arena, Tokió Játékvezető: Shin Muranaka (JPN), Paulo Turci (BRA) |
| 2021. július 30. 21:45 (14:45) | (21–25, 25–20, 17–25, 20–25) Jegyzőkönyv     |     |                     | Ariake Arena, Tokió Játékvezető: Shin Muranaka (JPN), Paulo Turci (BRA) |

| 2021. augusztus 1. 11:05 (4:05) | Brazília (BRA)                                  | 3–2 | Franciaország (FRA) | Ariake Arena, Tokió Játékvezető: Wojciech Maroszek (POL), Liu Jiang (CHN) |
| 2021. augusztus 1. 11:05 (4:05) | (25–22, 37–39, 25–17, 21–25, 20–18) Jegyzőkönyv |     |                     | Ariake Arena, Tokió Játékvezető: Wojciech Maroszek (POL), Liu Jiang (CHN) |

Negyeddöntő
| 2021. augusztus 3. 21:30 (14:30) | Lengyelország (POL)                            | 2–3 | Franciaország (FRA) | Ariake Arena, Tokió Játékvezető: Juraj Mokrý (SVK), Daniele Rapisarda (ITA) |
| 2021. augusztus 3. 21:30 (14:30) | (25–21, 22–25, 25–21, 21–25, 9–15) Jegyzőkönyv |     |                     | Ariake Arena, Tokió Játékvezető: Juraj Mokrý (SVK), Daniele Rapisarda (ITA) |

Elődöntő
| 2021. augusztus 5. 21:00 (14:00) | Franciaország (FRA)               | 3–0 | Argentína (ARG) | Ariake Arena, Tokió Játékvezető: Shin Muranaka (JPN), Liu Jiang (CHN) |
| 2021. augusztus 5. 21:00 (14:00) | (25–22, 25–19, 25–22) Jegyzőkönyv |     |                 | Ariake Arena, Tokió Játékvezető: Shin Muranaka (JPN), Liu Jiang (CHN) |

Döntő
| 2021. augusztus 7. 21:15 (14:15) | Franciaország (FRA)                             | 3–2 | Az Orosz Olimpiai Bizottság versenyzői (ROC) | Ariake Arena, Tokió Játékvezető: Vladimir Simonović (SRB), Paulo Turci (BRA) |
| 2021. augusztus 7. 21:15 (14:15) | (25–23, 25–17, 21–25, 21–25, 15–12) Jegyzőkönyv |     |                                              | Ariake Arena, Tokió Játékvezető: Vladimir Simonović (SRB), Paulo Turci (BRA) |

## Sportlövészet
Férfi
| Versenyző         | Versenyszám          | Selejtező | Selejtező | Döntő   | Döntő    |
| Versenyző         | Versenyszám          | Pont      | Helyezés  | Pont    | Helyezés |
| ----------------- | -------------------- | --------- | --------- | ------- | -------- |
| Clément Bessaguet | Gyorstüzelő pisztoly | 582       | 7         | kiesett | kiesett  |
| Jean Quiquampoix  | Gyorstüzelő pisztoly | 586       | 2         | 34      | Arany    |
| Éric Delaunay     | Skeet                | 124       | 1         | 25      | 5        |
| Emmanuel Petit    | Skeet                | 121       | 11        | kiesett | kiesett  |

Női
| Versenyző         | Versenyszám          | Selejtező | Selejtező | Döntő   | Döntő    |
| Versenyző         | Versenyszám          | Pont      | Helyezés  | Pont    | Helyezés |
| ----------------- | -------------------- | --------- | --------- | ------- | -------- |
| Lucie Anastassiou | Skeet                | 119       | 9         | kiesett | kiesett  |
| Carole Cormenier  | Trap                 | 117       | 12        | kiesett | kiesett  |
| Mélanie Couzy     | Trap                 | 110       | 25        | kiesett | kiesett  |
| Céline Goberville | Légpisztoly          | 577       | 8         | 114.9   | 8        |
| Céline Goberville | Sportpisztoly        | 574       | 31        | kiesett | kiesett  |
| Mathilde Lamolle  | Sportpisztoly        | 582       | 12        | kiesett | kiesett  |
| Mathilde Lamolle  | Légpisztoly          | 578       | 5         | 134.6   | 7        |
| Océanne Muller    | Légpuska             | 630.7     | 5         | 187.7   | 5        |
| Océanne Muller    | Sportpuska összetett | 1155      | 31        | kiesett | kiesett  |

## Sportmászás
| Versenyző        | Versenyszám     | Selejtező  | Selejtező  | Selejtező  | Selejtező  | Selejtező | Selejtező | Összesítés | Összesítés | Döntő        | Döntő        | Döntő        | Döntő        | Döntő        | Döntő        | Összesítés | Összesítés |
| Versenyző        | Versenyszám     | Gyorsasági | Gyorsasági | Bouldering | Bouldering | Nehézségi | Nehézségi | Összesítés | Összesítés | Gyorsasági   | Gyorsasági   | Bouldering   | Bouldering   | Nehézségi    | Nehézségi    | Összesítés | Összesítés |
| Versenyző        | Versenyszám     | Idő        | Hely       | Pont       | Hely       | Pont      | Hely      | Pont       | Hely       | Idő          | Hely         | Pont         | Hely         | Pont         | Hely         | Pont       | Hely       |
| ---------------- | --------------- | ---------- | ---------- | ---------- | ---------- | --------- | --------- | ---------- | ---------- | ------------ | ------------ | ------------ | ------------ | ------------ | ------------ | ---------- | ---------- |
| Bassa Mawem      | Férfi kombinált | 5.45       | 1          | 0T1z 0 4   | 18         | 7         | 20        | 360.00     | 7          | visszalépett | visszalépett | visszalépett | visszalépett | visszalépett | visszalépett | 512        | 8          |
| Mickaël Mawem    | Férfi kombinált | 5.95       | 3          | 3T4z 4 5   | 1          | 28+       | 11        | 33.00      | 1          | 6.36         | 4            | 1T3z 1 3     | 2            | 23+          | 7            | 42         | 5          |
| Julia Chanourdie | Női kombinált   | 8.17       | 8          | 0T3z 0 9   | 15         | 25+       | 9         | 1080.00    | 13         | kiesett      | kiesett      | kiesett      | kiesett      | kiesett      | kiesett      | kiesett    | kiesett    |
| Anouck Jaubert   | Női kombinált   | 7.12       | 2          | 1T1z 4 1   | 13         | 16+       | 15        | 390.00     | 8          | 7.40         | 2            | 0T1z 0 2     | 6            | 13+          | 7            | 84         | 6          |

## Súlyemelés
| Versenyző              | Versenyszám | Szakítás | Szakítás | Lökés           | Lökés           | Összesen | Helyezés |
| Versenyző              | Versenyszám | Eredmény | Helyezés | Eredmény        | Helyezés        | Összesen | Helyezés |
| ---------------------- | ----------- | -------- | -------- | --------------- | --------------- | -------- | -------- |
| Bernardin Kingue Matam | Férfi 67 kg | 135 kg   | 8        | érvényes nélkül | érvényes nélkül | kiesett  | kiesett  |
| Anaïs Michel           | Női 49 kg   | 78 kg    | 9        | 99 kg           | 5               | 177 kg   | 7        |
| Dora Tchakounté        | Női 59 kg   | 96 kg    | 2        | 117 kg          | 4               | 213 kg   | 4        |
| Gaëlle Nayo-Ketchanke  | Női 87 kg   | 108 kg   | 6        | 139 kg          | 5               | 247 kg   | 5        |

## Szinkronúszás
| Sportoló                        | Versenyszám | Technikai program | Technikai program | Szabadprogram (selejtező) | Szabadprogram (selejtező)     | Szabadprogram (selejtező) | Szabadprogram (döntő) | Szabadprogram (döntő)         | Szabadprogram (döntő) |
| Sportoló                        | Versenyszám | Pont              | Helyezés          | Pont                      | Összesen (technikai + szabad) | Helyezés                  | Pont                  | Összesen (technikai + szabad) | Helyezés              |
| ------------------------------- | ----------- | ----------------- | ----------------- | ------------------------- | ----------------------------- | ------------------------- | --------------------- | ----------------------------- | --------------------- |
| Charlotte Tremble Laura Tremble | Páros       | 87.3474           | 8                 | 88.5667                   | 175.9141                      | 8                         | 89.6333               | 176.9807                      | 8                     |

## Tollaslabda
| Versenyző                    | Versenyszám  | Csoportkör | Hely | Nyolcaddöntő | Negyeddöntő | Elődöntő | Bronz- mérkőzés | Döntő   | Helyezés |
| ---------------------------- | ------------ | --- | ---- | ------------ | ----------- | -------- | --------------- | ------- | -------- |
| Brice Leverdez               | Férfi egyes  | Pocstarjov (UKR) · 21-10;21-8 · Lee (MAS) · 17-21;5-21                                                                 | 2    | kiesett      | kiesett     | kiesett  | kiesett         | kiesett | kiesett  |
| Qi Xuefei                    | Női egyes    | Nguyễn (VIE) · 11-21;11-21 · Jaquet (SUI) · 21-10;21-14 · Taj (TPE) · 10-21;13-21                                      | 3    | kiesett      | kiesett     | kiesett  | kiesett         | kiesett | kiesett  |
| Thom Gicquel Delphine Delrue | Vegyes páros | Ellis/Smith (GBR) · 18-21;17-21 · Puavaranukroh/Taerattanachai (THA) · 9-21;15-21 · Hurlburt-Yu/Wu (CAN) · 21-12;21-13 | 3    | kiesett      | kiesett     | kiesett  | kiesett         | kiesett | kiesett  |

## Torna
Férfi
| Versenyző       | Versenyszám      | Selejtező | Selejtező | Döntő    | Döntő    |
| Versenyző       | Versenyszám      | Pontszám  | Helyezés  | Pontszám | Helyezés |
| --------------- | ---------------- | --------- | --------- | -------- | -------- |
| Samir Aït Saïd  | Gyűrű            | 15.066    | 3         | 14.900   | 4        |
| Loris Frasca    | Egyéni összetett | 80.332    | 44        | kiesett  | kiesett  |
| Cyril Tommasone | Lólengés         | 13.100    | 43        | kiesett  | kiesett  |

Női
| Versenyző                                                             | Versenyszám      | Selejtező | Selejtező | Döntő    | Döntő    |
| Versenyző                                                             | Versenyszám      | Pontszám  | Helyezés  | Pontszám | Helyezés |
| --------------------------------------------------------------------- | ---------------- | --------- | --------- | -------- | -------- |
| Mélanie de Jesus dos Santos                                           | Egyéni összetett | 55.431    | 10        | 53.698   | 11       |
| Carolann Héduit                                                       | Egyéni összetett | 54.299    | 18        | 53.565   | 12       |
| Mélanie de Jesus dos Santos Carolann Héduit Aline Friess Marine Boyer | Csapat összetett | 164.561   | 4         | 163.264  | 6        |

### Trambulin
| Versenyző     | Versenyszám | Selejtező | Selejtező | Döntő    | Döntő    |
| Versenyző     | Versenyszám | Pontszám  | Helyezés  | Pontszám | Helyezés |
| ------------- | ----------- | --------- | --------- | -------- | -------- |
| Allan Morante | Férfi       | 21.080    | 16        | kiesett  | kiesett  |
| Léa Labrousse | Női         | 68.085    | 12        | kiesett  | kiesett  |

## Vitorlázás
Férfi
| Versenyző                   | Versenyszám | Futam | Futam | Futam | Futam | Futam | Futam | Futam | Futam | Futam | Futam | Futam   | Futam | Futam   | Pontszám | Helyezés |
| Versenyző                   | Versenyszám | 1     | 2     | 3     | 4     | 5     | 6     | 7     | 8     | 9     | 10    | 11      | 12    | É       | Pontszám | Helyezés |
| --------------------------- | ----------- | ----- | ----- | ----- | ----- | ----- | ----- | ----- | ----- | ----- | ----- | ------- | ----- | ------- | -------- | -------- |
| Thomas Goyard               | Szörf       | 13    | 5     | 3     | 13    | 1     | 1     | 3     | 6     | 7     | 1     | 9       | 3     | 22      | 74       | Ezüst    |
| Jean-Baptiste Bernaz        | Laser       | 1     | 9     | 13    | 9     | 23    | 7     | 16    | 4     | 9     | 22    |         |       | 2       | 92       | 6        |
| Jérémie Mion Kevin Peponnet | 470         | 4     | 7     | 11    | 13    | 12    | 2     | 11    | 11    | 13    | 16    | kiesett | 87    | 11      |          |          |
| Émile Amoros Lucas Rual     | 49er        | 15    | 9     | 16    | 15    | 8     | 13    | 11    | 15    | 10    | 12    | 16      | 10    | kiesett | 134      | 15       |

Női
| Versenyző                         | Versenyszám  | Futam | Futam | Futam | Futam | Futam | Futam | Futam | Futam | Futam | Futam | Futam | Futam | Futam   | Pontszám | Helyezés |
| Versenyző                         | Versenyszám  | 1     | 2     | 3     | 4     | 5     | 6     | 7     | 8     | 9     | 10    | 11    | 12    | É       | Pontszám | Helyezés |
| --------------------------------- | ------------ | ----- | ----- | ----- | ----- | ----- | ----- | ----- | ----- | ----- | ----- | ----- | ----- | ------- | -------- | -------- |
| Charline Picon                    | Szörf        | 1     | 6     | 2     | 9     | 1     | 4     | 2     | 3     | 6     | 3     | 2     | 6     | 2       | 38       | Ezüst    |
| Marie Bolou                       | Laser radial | 28    | 27    | 5     | 15    | 7     | 2     | 16    | 14    | 7     | 33    |       |       | kiesett | 121      | 11       |
| Camille Lecointre Aloïse Retornaz | 470          | 3     | 2     | 4     | 7     | 1     | 12    | 6     | 5     | 10    | 4     | 12    | 54    | Bronz   |          |          |
| Albane Dubois Lili Sebesi         | 49erFX       | 4     | 15    | 10    | 6     | 8     | 2     | 7     | 14    | 13    | 18    | 14    | 2     | 16      | 111      | 9        |

Vegyes
| Versenyző                        | Versenyszám | Futam | Futam | Futam | Futam | Futam | Futam | Futam | Futam | Futam | Futam | Futam | Futam | Futam | Pontszám | Helyezés |
| Versenyző                        | Versenyszám | 1     | 2     | 3     | 4     | 5     | 6     | 7     | 8     | 9     | 10    | 11    | 12    | É     | Pontszám | Helyezés |
| -------------------------------- | ----------- | ----- | ----- | ----- | ----- | ----- | ----- | ----- | ----- | ----- | ----- | ----- | ----- | ----- | -------- | -------- |
| Quentin Delapierre Manon Audinet | Nacra 17    | 18    | 4     | 3     | 5     | 9     | 7     | 10    | 4     | 13    | 7     | 7     | 7     | 8     | 84       | 8        |

## Vívás
Férfi
| Versenyző                                                    | Versenyszám       | 32-es főtábla           | Nyolcaddöntő             | Negyeddöntő            | Elődöntő                           | Döntő/BM                                             | Helyezés |
| ------------------------------------------------------------ | ----------------- | ----------------------- | ------------------------ | ---------------------- | ---------------------------------- | ---------------------------------------------------- | -------- |
| Alexandre Bardenet                                           | Párbajtőr, egyéni | McDowald (USA) · 15-12  | Santarelli (ITA) · 11-15 | kiesett                | kiesett                            | kiesett                                              | kiesett  |
| Yannick Borel                                                | Párbajtőr, egyéni | El-Sayed (EGY) · 11-15  | kiesett                  | kiesett                | kiesett                            | kiesett                                              | kiesett  |
| Romain Cannone                                               | Párbajtőr, egyéni | Limardo (VEN) · 15-12   | Verwijlen (NED) · 15-11  | Bida (ROC) · 15-12     | Rejzlin (UKR) · 15-10              | Siklósi (HUN) · 15-10                                | Arany    |
| Alexandre Bardenet Yannick Borel Romain Cannone Ronan Gustin | Párbajtőr, csapat |                         |                          | Japán (JPN) · 44-45    | 5-8, helyért · Svájc (SUI) · 45-37 | 5. helyért · Ukrajna (UKR) · 45-39                   | 5        |
| Enzo Lefort                                                  | Tőr, egyéni       | Cervantes (MEX) · 15-11 | Szaitó (JPN) · 15-4      | Garozzo (ITA) · 10-15  | kiesett                            | kiesett                                              | kiesett  |
| Julien Mertine                                               | Tőr, egyéni       | Cseung (HKG) · 12-15    | kiesett                  | kiesett                | kiesett                            | kiesett                                              | kiesett  |
| Maxime Pauty                                                 | Tőr, egyéni       | Macujama (JPN) · 7-15   | kiesett                  | kiesett                | kiesett                            | kiesett                                              | kiesett  |
| Erwann Le Péchoux Enzo Lefort Julien Mertine Maxime Pauty    | Tőr, csapat       |                         |                          | Egyiptom (EGY) · 45-34 | Japán (JPN) · 45-42                | Az Orosz Olimpiai Bizottság versenyzői (ROC) · 45-28 | Arany    |
| Boladé Apithy                                                | Kard, egyéni      | Rahbari (IRI) · 13-15   | kiesett                  | kiesett                | kiesett                            | kiesett                                              | kiesett  |

Női
| Versenyző                                                 | Versenyszám       | 32-es főtábla             | Nyolcaddöntő                 | Negyeddöntő                    | Elődöntő                  | Döntő/BM                                             | Helyezés |
| --------------------------------------------------------- | ----------------- | ------------------------- | ---------------------------- | ------------------------------ | ------------------------- | ---------------------------------------------------- | -------- |
| Coraline Vitalis                                          | Párbajtőr, egyéni | Beljajeva (EST) · 5-15    | kiesett                      | kiesett                        | kiesett                   | kiesett                                              | kiesett  |
| Anita Blaze                                               | Tőr, egyéni       | Guo (CAN) · 12-15         | kiesett                      | kiesett                        | kiesett                   | kiesett                                              | kiesett  |
| Pauline Ranvier                                           | Tőr, egyéni       | Harvey (CAN) · 9-15       | kiesett                      | kiesett                        | kiesett                   | kiesett                                              | kiesett  |
| Ysaora Thibus                                             | Tőr, egyéni       | Pásztor (HUN) · 15-13     | Korobejnyikova (ROC) · 12-15 | kiesett                        | kiesett                   | kiesett                                              | kiesett  |
| Anita Blaze Astrid Guyart Pauline Ranvier Ysaora Thibus   | Tőr, csapat       |                           |                              | Kanada (CAN) · 45-29           | Olaszország (ITA) · 45-43 | Az Orosz Olimpiai Bizottság versenyzői (ROC) · 34-45 | Ezüst    |
| Cécilia Berder                                            | Kard, egyéni      | Csoj (KOR) · 11-15        | kiesett                      | kiesett                        | kiesett                   | kiesett                                              | kiesett  |
| Manon Brunet                                              | Kard, egyéni      | Bhavani Devi (IND) · 15-7 | Emura (JPN) · 15-12          | Nyikityina (ROC) · 15-5        | Pozdnyakova (ROC) · 10-15 | Márton (HUN) · 15-6                                  | Bronz    |
| Charlotte Lembach                                         | Kard, egyéni      | Vecchi (ITA) · 11-15      | kiesett                      | kiesett                        | kiesett                   | kiesett                                              | kiesett  |
| Sara Balzer Cécilia Berder Manon Brunet Charlotte Lembach | Kard, csapat      |                           |                              | Egyesült Államok (USA) · 45-30 | Olaszország (ITA) · 45-39 | Az Orosz Olimpiai Bizottság versenyzői (ROC) · 41-45 | Ezüst    |